# Relațiile internaționale dintre Marile Puteri (1814–1919)

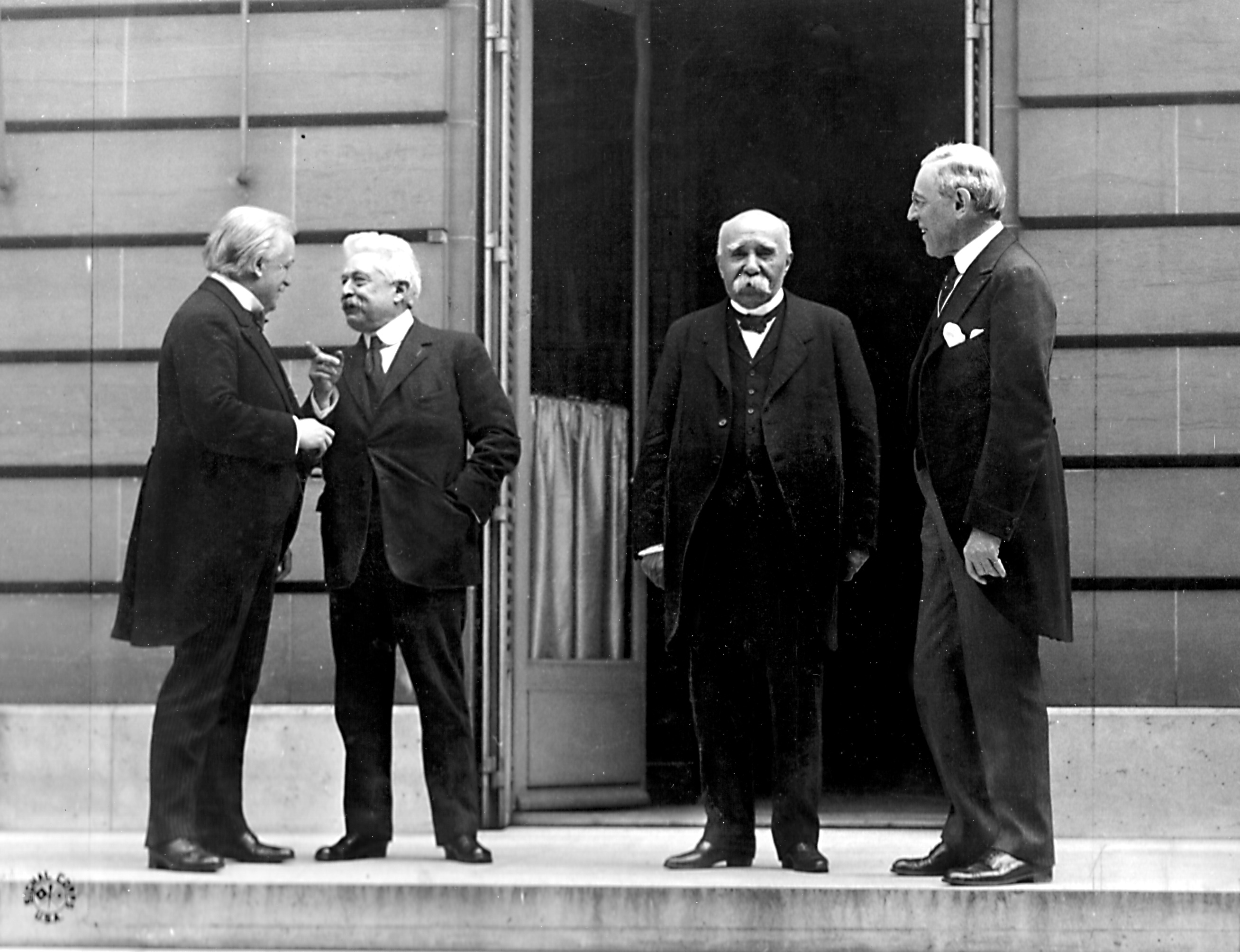
„Cei Patru Mari” la Conferința de Pace de la Paris din 1919: David Lloyd George, Vittorio Emanuele Orlando, Georges Clemenceau și Woodrow Wilson.

Relațiile internaționale dintre Marile Puteri (1814–1919) acoperă perioada de la încheierea Războaielor Napoleoniene și semnarea înțelegerilor de la Congresul de la Viena până la sfârșitul Primului Război Mondial și semnarea Tratatelor de pace de la Paris din 1919. 

Printre temele importante sunt incluse industrializarea rapidă și creșterea puterii Angliei, Franței și Germaniei și, mai târziu în această perioadă, Statelor Unite și Japoniei. Acestea au dus la competiții imperialiste și colonialiste pentru influență și putere pe scena mondială. Cel mai bun exemplu al acestora l-a reprezentat lupta pentru Africa de la sfârșitul secolului al XIX-lea. Urmările se simt și în zilele noastre. Regatul Unit a înființat o rețea economică care, combinată cu posesiunile coloniale și Royal Navy, a transformat-o într-o națiune hegemonică, cel puțin până când poziția sa a fost contestată de Germania. Aceast secol a fost unul de pace relativă, fără războaie între marile puteri, cu excepția perioadei 1854–1871 și a conflictelor dintre Imperiul Rus și cel Otoman. La începutul secolului al XX-lea, au izbucnit o serie de războaie în regiunea Balcanilor. Tensiunile au scăpat de sub control, culminând cu izbucnirea primei conflagrații mondiale (1914–1918) — un conflict devastator ,care aluat pe toată lumea prin amploare și urmări și care a avut consecințe pe termen lung. 

Diplomația mondială recunoștea în 1814 cinci mari puteri: Franța, Regatul Unit, Imperiul Rus, Imperiul Austriac (din 1867 Austro-Ungaria) și Prusia (din 1871 Imperiul German). Italia a fost adăugată acestui grup după Risorgimento. La începutul secolului al XX-lea, în Europa existau două blocuri politice: Tripla Înțelegere (Franța, Regatul Unit și Rusia) și Tripla Alianță (Germania, Austria și Italia). Olanda, Belgia, Danemarca, Grecia, Portugalia, Spania, Suedia-Norvegia și Elveția erau puteri mai mici. România, Serbia și Muntenegru acționau ca state independente, deși din punct de vedere legal erau încă sub suzeranitatea Imperiului Otoman aflat în declin, (care avea încă statutul de mare putere). După 1905, marilor puteri li s-au alăturat două state din afara Europei, Japonia și Statele Unite ale Americii. Marele Război a testat la maxim capacitățile lor militare, diplimatice, sociale și ecomice. Germania, Austro-Ungaria și Imperiul Otoman au fost învinse și și-au pierdut statutul de mari puteri și au suferit de asemenea pierderi teritoriale. Puterile învingătoare – Regatul Unit, Franța, Italia și Japonia – au obținut locuri permanente în consiliul director al noii Ligi a Națiunilor. Statele Unite, care ar fi trebuit să fie al cincelea membru permanent, a decis să acționeze independent și nu a devenit membru al Ligii Națiunilor.

## 1814–1830: Restaurație și reacțiune

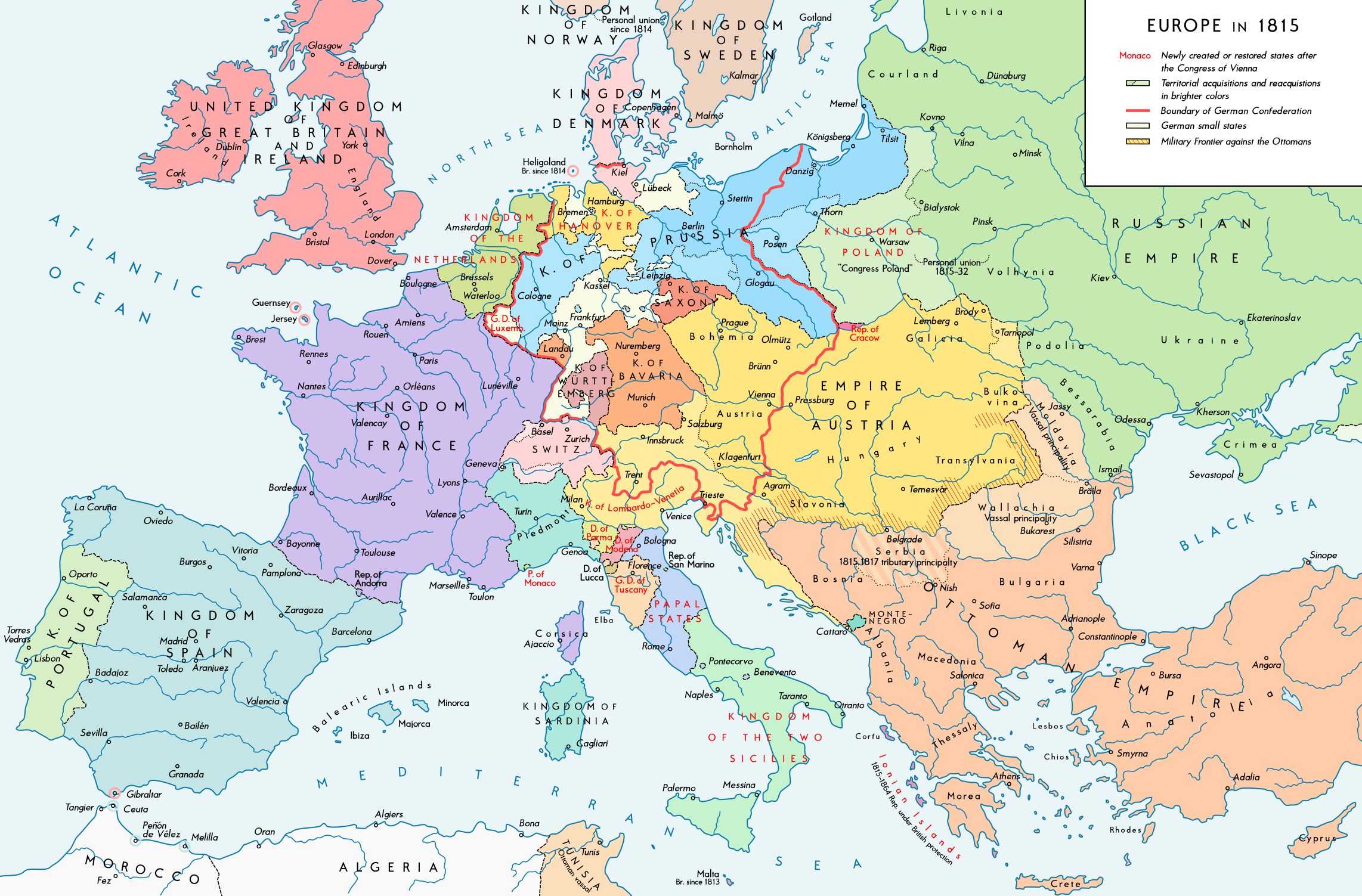
Frontierele statelor europene după Congresul de la Viena, 1815

După înfrângerea lui Napoleon Bonaparte și a Primului Imperiu Francez în 1814, puterile învingătoare (Regatul Unit, Prusia, Rusia și Austria) au început să facă planuri pentru perioada postbelică. Tratatul de la Chaumont din martie 1814 a oficilializat deciziile luate până atunci și care aveau să fie ratificate de mult mai importantul Congres de la Viena din 1814–1815. Acestea incluedeau înființarea Confederației Germane (care includea Austria, Prusia și teritoriile locuite de cehi), separarea protectoratelor franceze și anexarea lor la unele state independente, restaurarea domniei Burbonilor în Spania, includerea în teritoriul Olandei a ceea ce avea să devină în 1830 Belgia și continuarea subvenționării de către Londra a aliaților englezilor. Tratatul de la Chaumont, care a unit puterile celei de-a șasea Coaliții în lupta pentru înfrângerea lui Napoleon, a devenit baza Concertului European, care a asigurat echilibrul puterii pentru următoarele două decenii.

### Congresul de la Viena: 1814–1815
Congresul de la Viena (1814–1815) a dizolvat construcția napoleoniană și a încercat să restaureze monarhiile răsturnate de Napoleon, inaugurând o epocă a reacțiunii. Sub conducerea lui Metternich, premierul Austriei (1809–1848), și a lui Lord Castlereagh, ministrul de externe al Marii Britanii (1812–1822), Congresul a creat un sistem care să mențină pacea. În cadrul Concertului Europei (numit și Sistemul Congresului), principalele puteri europene – Regatul Unit, Rusia, Prusia, Austria și, după 1818, Franța – s-au angajat să se întâlnească în mod regulat pentru rezolvarea oricăror probleme. Acest plan a fost primul de această natură din istoria europenană și părea că asigură o cale pentru gestionarea colectivă a afacerilor europene și pentru apărarea păcii. Concertul Europei, care poate fi considerat un predecesor al Ligii Națiunilor și ONU, a dispărut în 1823.

Congresul a rezolvat Criza polono-saxonă la Viena și problema independenței Greciei la Laibach. Au avut loc trei mari congrese europene. Congresul de la Aix-la-Chapelle (1818) a pus capăt ocupației militare a Franței și a redus reparațiile de război de 700 de milioane de franci pe care trebuia să o plătească aceasta. Împăratul Rusiei a propus formarea unei alianțe complet noi, care să includă toți semantarii tratatelor de la Viena, care să garanteze suveranitatea, integritatea teritorială și apărarea guvernării legale al tuturor membrilor acestei noi coaliții. Mai mult, țarul propunea formarea unei armate internaționale, având ca nucleu armata rusă, susținută financiar de către toate statele semnatare, gata să intervină în orice țără ar fi fost nevoie. Lordul Castlereagh a considerat că aceasta ar fi echivalat cu o asociere nedorită față de politicile reacționare. El era speriat de ideea unei armate rusești mărșăluind prin Europa pentru înnăbușirea răscoalelor populare. În plus, britanicul era împotriva admiterii în Concert a țărilor mici, care ar fi creat o atmosferă de confuzie și intrigă. Marea Britanie a refuzat să participe la o asemenea înțelgere, așa că ideea a fost abandonată. 

Celelalte reuniuni s-au dovedit lipsite de sens, pe măsură ce fiecare națiune a realizat că întâlnirile nu au fost în avantajul lor, iar litigiile nu au fost rezolvate.

Pentru asigurarea unei păci durabile, Concertul European a încercat să mențină un echilibru al puterii. Până în deceniul al șaptelea al secolului al XIX-lea, frontierele stabilite de Congresul de la Viena au fost menținute și, mult mai important, a fost acceptată ideea echilibrului de putere. Din alte puncte de vedere, sitemul Congresului a eșuat până în 1823. În 1818, britanicii au decis să nu se implice în afacerile continentale dacă nu le afecta direct interesele. Ei au respins planul țarului Alexandru I să reprime orice revoluție viitoare. Sistemul Concertului Europei a eșuat în cele din urmă datorită faptului că obiectivele comune ale marilor puteri au fost înlocuite treptat de rivalitățile economice și politice în creștere. Artz consideră că Congresul de la Verona din 1822 „a marcat sfârșitul”. Marile puteri nu s-au întâlnit pentru restaurarea vechiului sistem în timpul marilor mișcări revoluționare din 1848, care aveau printre cereri revizuirea frontierelor stabilite prin Congresul de la Viena în conformitate cu interesele fiecărei națiuni.

### Politica britanică
Linia politicii externe britanice a fost stabilită de George Canning (1822–1827), care prevedea evitarea unei cooperări strânse cu alte puteri. Britanicii, care se bucura de supremația pe mare datorită Royal Navy și de o bogătie financiară și putere industrială în creștere, și-a clădit politica exeternă pe ideea că nu trebuie să permită niciunui stat să domine continentul european. Britanicii urmau să sprijine Imperiul Otoman, care acționa ca un bastion împotriva expansiunii rusești. Britanicii se opuneau oricărei intervenții care ar fi avut ca scop suprimarea democrației și erau îngrijorați în mod special de faptul că Franța și Spania plănuiau să înăbușe mișcările pentru independență din America Latină. Canning a cooperat cu Statele Unite pentru promulgarea Doctrinei Monroe, de apărare a independenței statelor latino-americane. George Canning avea ca obiectiv împiedicarea dominației franceze și asigurarea penetrării comercianților britanici pe noile piețe deschise.

### Comerțul de sclavi
Un progres important în această perioadă a fost interzicerea comerțului internațional de sclavi. Începutul a fost făcut de legiuitorii britanici și americani în 1807. Pentru impunerea interzicerii comerțului cu sclavi, Royal Navy a impus blocada Africii în următoarele decenii, confor tratatelor negociate sau impuse cu forța de guvernul de la Londra altor state. Ca urmare, volumul comerțului cu sclavi africani spre Americi a scăzut cu aproximativ 95%. Aproximativ 1.000 de sclavi erau aduși ilegal în SUA, plus alte sute în Cuba și Brazilia.  Scalvia a fost abolită în Imperiul Britanic în 1833, Republica Franceză în 1848, SUA în 1865, iar Brazilia în 1888.

### Spania își pierde coloniile

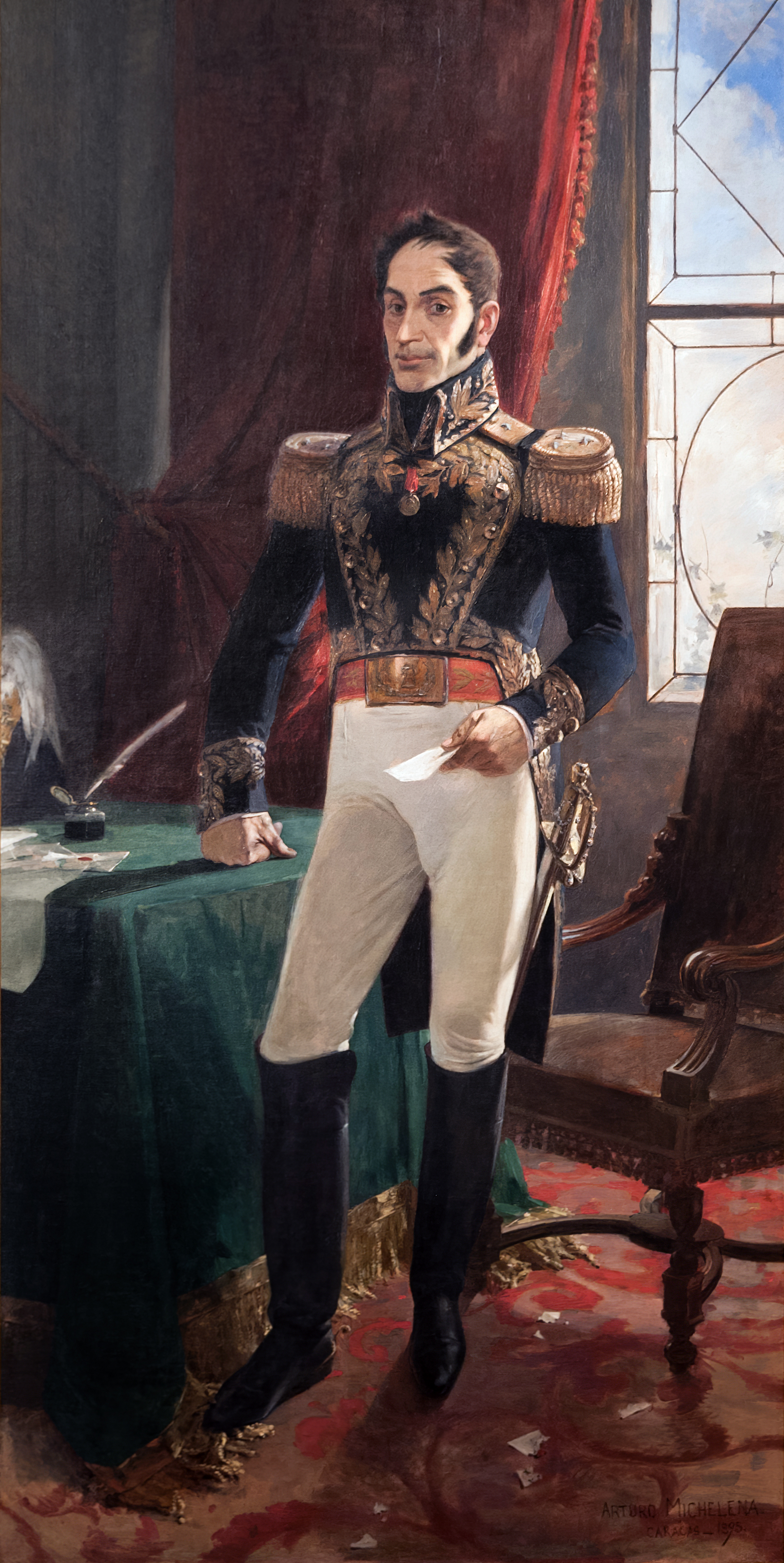
Generalul Simón Bolívar, (1783–1830), conducător al luptei pentru independența Americii Latine

Spania era în război cu Regatul Unit în perioada 1798 – 1808, iar Royal Navy a reușit să izoleze coloniile inamicului de metropolă. Comețul a fost preluat de afaceriștii americani și olandezi, ale căror țări erau neutre în conflict. Coloniile au format guverne temporare sau junte, care acționau independent de Spania. Între locuitorii de origine hispanică a izbucnit un conflict – o tabără fiind formată din cei care fuseseră născuți în Spania (numiți și „peninsulares”), cealaltă fiind a celor care avea origini în Spania, dar se născuseră în Noua Spanie (numiți „criollos” - creolili). Cele două grupuri au luptat pentru putere, creolii fiind cei care conducerau lupta pentru independență, pe care aveau să o câștige în cele din urmă. Spania și-a pierdut toate coloniile din America, cu excepția Cubei și Puerto Ricoului, ca urmare a unei serii complexe de rebeliuni din perioada 1808 – 1826.

Numeroasele mișcări revoluționare din America Latină a permis regiunii să se separeu de metropolă. O serie de încercări ale Spaniei, prin care a încercat să redobândească controlul asupra coloniilor, a eșuat, Madridul neprimind sprijinul niciunei puteri europene. Mai mult chiar, englezii și americanii au acționat împotiva Spaniei prin aplicarea Doctrinei Monroe. Afaceriștii și bancherii britanici au cucerit o poziție dominantă pe piața latino-americană. În 1824, armateiele generalului José de San Martín din Argentina și ale lui Simón Bolívar din Venezuela au înfrânt ultimele forțe spaniole. Spaniolii au fost definitiv înfrânți în Bătălia de la Ayacucho din sudul Peruului. După pierderea coloniilor, Spania a devenit o putere neînsemantă în afacerile internaționale. Spania a mai stăpânit pentru o vreme Cuba, a cărei populație a declanșat trei rebeliuni, culminând cu ultima, la sfârșitul căreia și-a cucerit independența. SUA a intervenit în favoarea cubanezilro, cerând spaniolilor să declanșeze un proces de reforme, dar Spania a refuzat. SUA s-a implicat în război în 1898 de partea cubanezilor. După victoria obținută cu ușurință, SUA a preluat controlul asupra Cubei și i-a proclamat independență. Ca rezultat al acestui conflict, americanii au preluat controlul asupra coloniilor spaniole Filipine și Guam. Deși mai stăpânea câteva colonii mici în nordul Africii, rolul Spaniei pe arena internațională a fost încheiat.

### Independența Greciei: 1821–1833

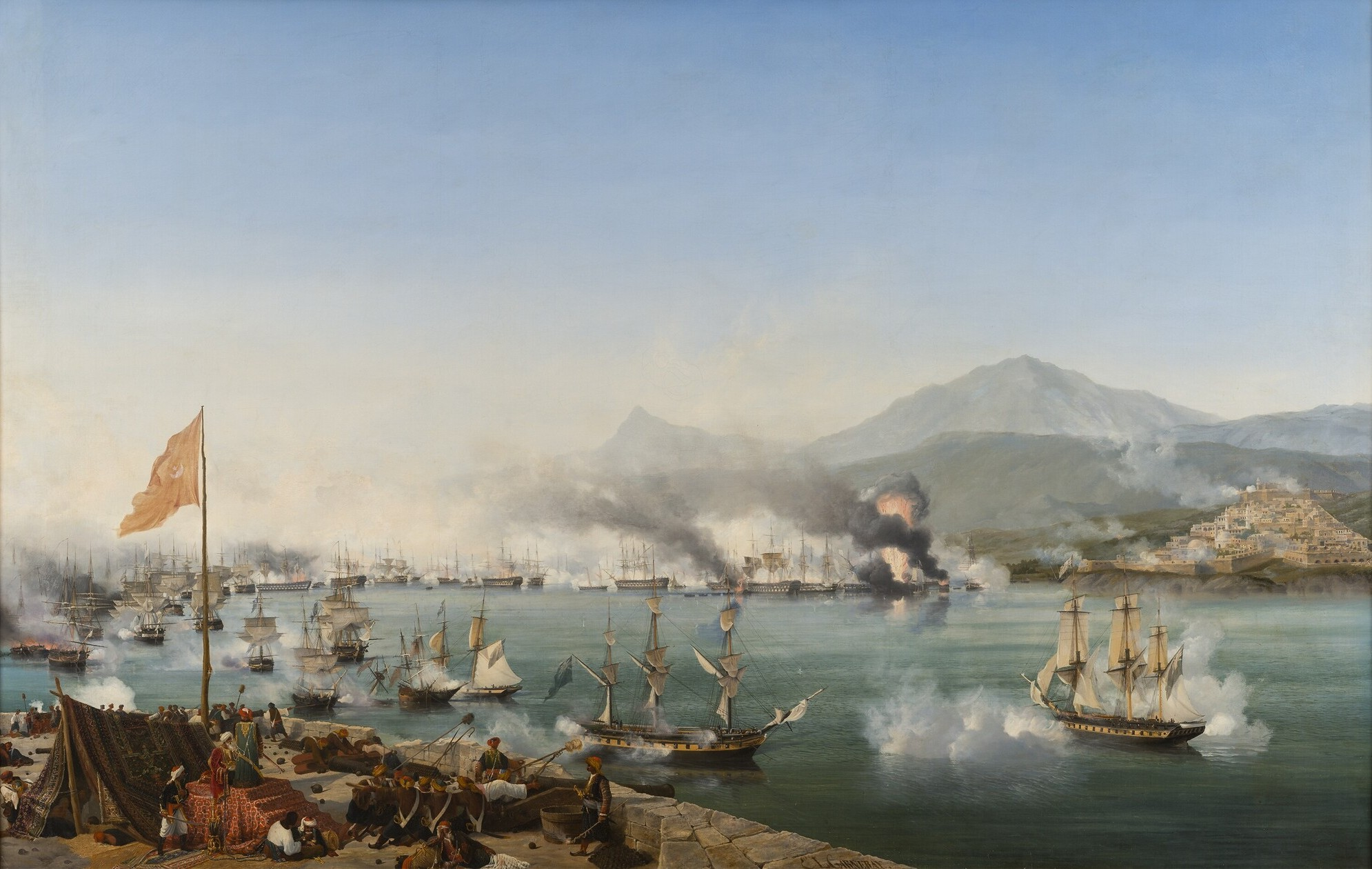
Victoria aliată de la Navarino (1827)

Războiul de Independență al Greciei cel mai important conflict din deceniul al treilea al secolului al XIX-lea. Marile puteri îi sprijineau pe greci, dar nu doreau ca Imperiul Otoman să fie distrus. Grecia ar fi trebuit să fie inițial un stat autonom sub suzeranitatea otomană, dar în 1832, după semnarea tratatului de la Constantinopol, Grecia a fost recunoscut ca un regat complet independente.

După prima serie de succese, rebelii greci au început să se lupte între ei. Otomanii, cu ajutorul foarte însemnat al Egiptului, au zdrobit cu cruzime răscoala și i-a pedepsit aspru pe greci. În Euoropa a crescut simpatia pentru cauza grecilor, în sprijinul cărora militau personalități precum Lord Byron. În conflict au intervenit marile puteri europene, fiecare având interele proprii în regiune. Rusia era într-o continuă expansiune pe seama Imperiului Otoman tot mai slăbit. Ambițiile rusești în regiune erau văzute ca o amenințare geostrategică importantă de către celelalte puteri europene. Austria se temea că prăbușirea Imperiului Otoman avea să îi destabilizeze granițele sale sudice. Rusia încerca să pozeze în apărătorul intereselor popoarele frățești ortodoxe, printre care se numărau și grecii. Guvernul britanic se făcea ecoul sprijinului puternic de care se bucura poziția grecilor în rândul opiniei publice. Englezii și francezii, care se temeau de o intervenție unilaterală a Rusiei în sprijinul grecilor, l-au convins pe țar să semneze o alianță prin care să asigure autonomia Greciei și păstrarea autonomiei Imperiului Otoman.

Puterile europene au căzut de acord în cadrul negocierilor de la Londra din 1827 să ia măsuri pentru ca să oblige guvernul otoman să ofere autonomia Greciei în cadrul imperiului. Aliații au execitat presiuni asupra guvernului turc, plasând mai multe escadre navale în Marea Egee. Victoria navală decisivă a aliaților în Bătălia de la Navarino a distrus puterea militară a otomanilor și a aliților lor egipteni. Această victorie a salvat de la distrugere tânăra Republică Elenă. A mai fost nevoie de două intervenții militare – a Rusiei din tipul Războiului Ruso-Turc din 1828–1829 și a Franței în timpul expediției din Peoloponez pentru ca otomanii să se retragă definitiv din sudul și centrul Greciei.

## Călătoriile, comerțul și comunicațiile
Lumea a devenit mai mică odată cu progresele remarcabile al comunicațiilor și transportului pe distanțe mari. An de an au fost lansate mai multe vase de linie, au fost deschise noi destinații, călătoriile și transportul mărfurilor au devenit mai rapide și mai ieftine. Toate acestea au ajutat la dezvoltarea comerțului internațional și la apariția unor organizații la nivel planetar.

### Călătoriile

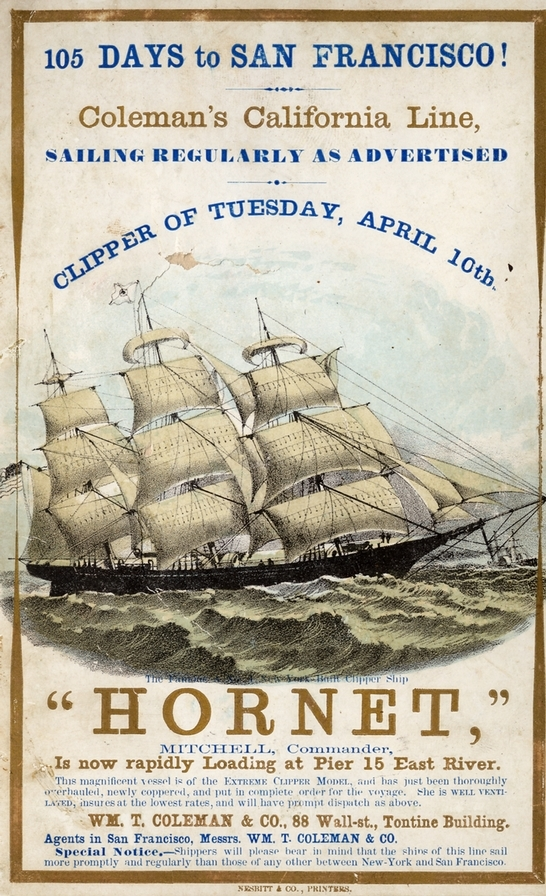
Cliperul american Hornet din a doua jumătate a secolului al XIX-lea.

Statele cu cele mai mari volume ale comerțului internațional au fost legate de o rețea de cabluri telegrafice submarine în jurul anului 1870.
Velierele pentru transportul mărfurilor erau încete – istoricii estimează că viteza medie pentru o călătorie transmediteraneană spre Palestina era doar de 2,8 noduri. Vasele de pasageri aveau o viteză mai mare prin sacrificarea spațiului pentru marfă. Viteza cea mai mare era asigurată de clipere, vase cu pânze foarte rapide. Cliperele erau lungi și înguste, puteau transporta puțină marfă vrac și aveau în schimb o suprafață mare a velelor. Ele aveau o viteză medie de 6 noduri și au fost principalul mijloc de transport maritim pe rutele dintre Londara și coloniile sale din est, pentru comerțul transatlantic, sau în timpul goanei după aur din California pe ruta New York – San Francisco. Pacheboturile cu aburi, cu coca din oțel, mai rapide, au devenit principalul mijloc de transport al pasagerilor în ultimele decenii ale secoluliu al XIX-lea și primele decenii ale secolului următor. Pentru alimentarea cazanelor vaselor cu aburi era folosit cărbunele, din acest motiv fiind construite numeroase stații de aprovizionare. După 1900, produsele obținute din petrol au devenit combustibilele favorite pentru motoarele navale, ceea ce a făcut ca reaprovizionarea cu combustibil să nu mai fie atât de deasă. 

### Transporturile
Volumul traficului de mărfuri pe ocean a rămas constant în timpul secolului al XVIII-lea până pe la jumătata secolului urmărtor, când a început să se reducă rapid. Britanicii au dominat comerțul internațional – aproximativ 70% din volumul total de mărfuri în perioada 1840 - 1910. Canalul Suez a scurtat timpul de transport pe apă de la Londra la India cu o treime după deschiderea acestuia în 1869. Cu un singur vas se puteau face mai multe transporturi într-un an, prețul pe tona de marfă transportată fiind redus în mod corespunzător.

Ritmul descoperirilor științifice și ale invențiilor tehnice a fost unul constant. În construcțiile navale, fierul a înlocuit lemnul în corpul navelor pe la mijlocul secolului, pentru ca după 1870 să înceapă să fie folosit oțelul. În ceea ce privește propulsia navelor, a durat mai multă vreme până când motoarele cu aburi să înlocuiască velele. Cărbunele era scump și vasele aveau nevoie de stații de realimentare numeroase de-a lungul rutei. O soluție foarte răspândită în epocă era folosirea în principal a velelor iar a motoarelor cu aburi doar la nevoie. Primele motoare cu aburi aveau un randament redus și foloseau o cantitate foarte mare de cărbune. Pe la jumătatea secolului al XIX-lea, cam jumătate din spațiul de depozitare de pe vapor era ocupat de rezerva de cărbune. Problema era mai mare în cazul vaselor de război, deoarece raza lor de acțiune era limitată de cantitatea de combustibil pe care o puteau transporta. Doar Imperiul Britanic avea o rețea de realimentare cu cărbune care permitea Royal Navy să acopere toate oceanele lumii. Treptat, au fost inventate motoare mai puternice și mai eficiente. Cazanele și pistoanele au început să fie fabricate din oțel, care suportau o presiune mai mare decât cele din fier. La început, noile motoare erau folosite pentru vapoarele de poștă sau pentru pasageri. Inventarea motorului cu turbină cu aburi la începutul secolui al XX-lea a dus la creșterea remarcabilă a randamentului motoarelor, iar folosirea pe post de combustibil a petrolului după 1910 a dus creșterea spațiului destinat mărfurilor în magaziile navelor.

### Comunicațiile
La jumătatea secolului al XIX-lea, căile ferate și liniile telegrafice leagau principalele orașe din Europa Occidentală sau Statele Unite. Telegraful a înlocuit treptat comunicarea tradițională prin serviciul de poștă și a îmbunătățit capacitatea de planficare a călătoriilor. Au fost montate cabluri submarine de telegraf pentru legarea continentelor.

## 1830–1860
Anglia a continuat să fie cea mai importantă putere, fiind urmată de Franța, Prusia, Rusia și Austria. SUA creșteau rapid – atât din punct de vedere al populației cât și a puterii militare, în special după înfrângerea Mexicului în 1848. Americanii au evitat în această epocă implicarea în afacerile internaționale, fiind mult mai importante pentru ei problemele interne, printre care fiind cea a sclaviei. Războiul Crimeii a fost cel mai important conflict din această perioadă, în special pentru faptul că a răsturnat stabilitatea sistemului. Britanicii și-au întărit sistemul colonial, în special în India. Franța a reușit să își reclădească imperiul colonial în Asia și Africa de Nord. Rusia și-a continuat expansiunea spre sud (Persia) și est (Siberia). Imperiul Otoman a continuat să slăbească, pierzând controlul asupra unor părți din Balcani în favoarea noilor state Serbia și Grecia.
Prin prevederile tratatului de la Londra din 1839, marile puteri garantau neutralitatea Belgiei. Germania avea să declare că aceste garanții nu sunt decât o „bucătică de hârtie”. De altfel, Germania avea să încalce neutralitatea Belgiei în 1914, ceea a dus la intrarea Regatului Unit în război.

### Politica britanică
Abrogarea din 1846 a tarifului la importul de alimente reglementat prin „Corn Laws” a marcat un punct de cotitură majoră, care a făcut din comerțul liber politica națională a Marii Britanii în secolul al XX-lea. Abrogarea a demonstrat puterea intereselor industriale asupra intereselor agricole protecționiste.
În perioada 1830 to 1865, aproape neîntrerupt, Henry Temple a stabilit direcția politicii externe britanice. Scopul acesteia era păstrarea echilibrului puterii în Europa și menținerea Regatului Unit într-o poziție dominantă. Englezii au cooperat cu Franța atunci când au considerat că este necesar, dar nu au făcut alianțe permanente cu nimeni. Londra privea cu precauție state autocratice precum Rusia sau Austria și sprijinea activ regimurile liberale, deoarece asigurau o mai mare stabilitate în relațiile internaționale. În același timp, politica externă britanică permitea sprijinirea regimului autocratic otoman, deoarece se considera că astfel este blocată expansiunea Rusiei.

### Revoluția belgiană

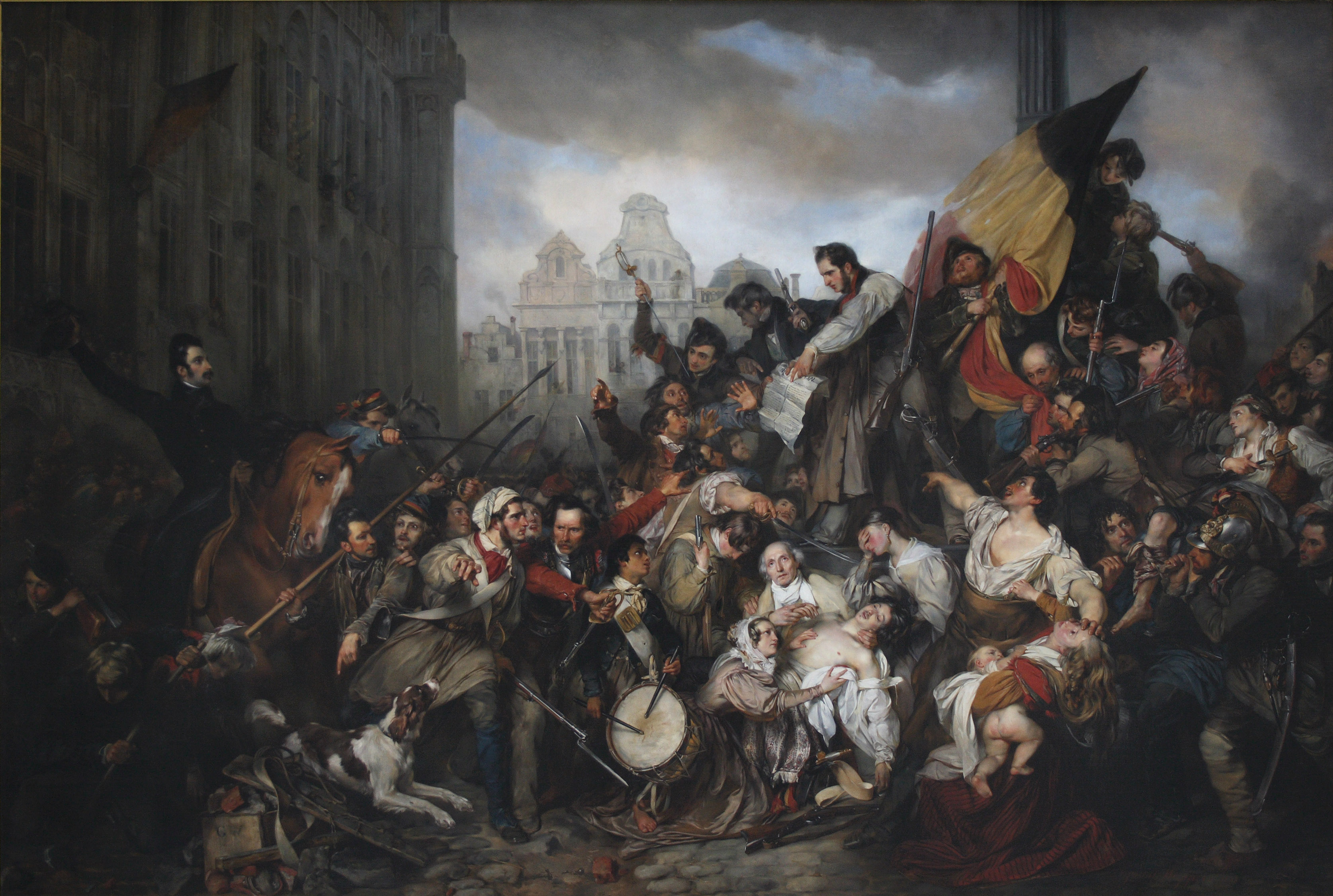
Episod al Revoluției belgiene din 1830 tablou de Gustaf Wappers (1834).

Belgienii catolici s-au despărțit în 1830 de Regatul Unit al Țărilor de Jos și au pus bazele Regatului Belgiei independent. Ei nu au acceptat ca regele olandez să favorizeze protestantismul și disprețul acestuia pentru limba franceză. Liberalii declarați consideraul că domnia regelui Willem era una despotică. În rândurile clasei muncitoare se manifesta un nivel foarte înalt al șomajului și de revoltă industrială. Au avut loc mai multe lupte de o amploare redusă și a trecut mai mulți ani până când Olanda a recunoscut în cele din urmă independența Belgiei. În 1839, Olanda a accepta independența Belgiei odată cu semnarea Tratatului de la Londra. Marile puteri deveneau garante ale independeței belgienilor.

### Imperiul Otoman
Imperiul Otoman a fost doar puțin implicat în Războaiele Napoleoniene, prin campania din Egipt și Siria din 1798–1801. Guvernul otoman nu a fost invitat la Conferința de la Viena. În această perioadă, imperiul slăbea treptat din punct de vedere militar, pierzând-și treptat poseseiunile din Europa (începând cu Grecia) și mai apoi din Africa de Nord. Imperiul Otoman a avut în această perioadă ca principal susținător Regatul Unit, iar cel mai mare inamic a fost Imperiul Rus.

Spre sfârșitul secolului al XIX-lea, Imperiul Otoman a devenit tot mai slab, iar Regatul Unit s-a transformat în protectorul acestuia, ajungând până acolo încât să lupte împotriva Rusiei în Războiul Crimeii. Trei politicieni britanici au jucat un rol major politica față de Imperiului Otoman. Lord Palmerston, în perioiada 1830-1865, a fost cel mai important susținător al Imperiului Otoman pe care l-a considerat una dintre componentele esențiale pentru păstrarea echilibrului puterii. William Gladstone, în deceniul al optulea, a încercat la rândul lui să asigure supraviețuirea Imperiului Otoman. În ultimele două decenii ale secolului al XIX-lea, Lord Salisbury a luat în considerație o dezmembrare controlată a Imperiului Otoman, astfel încât să reducă rivalitățile dintre marile puteri.

#### Independența Serbiei

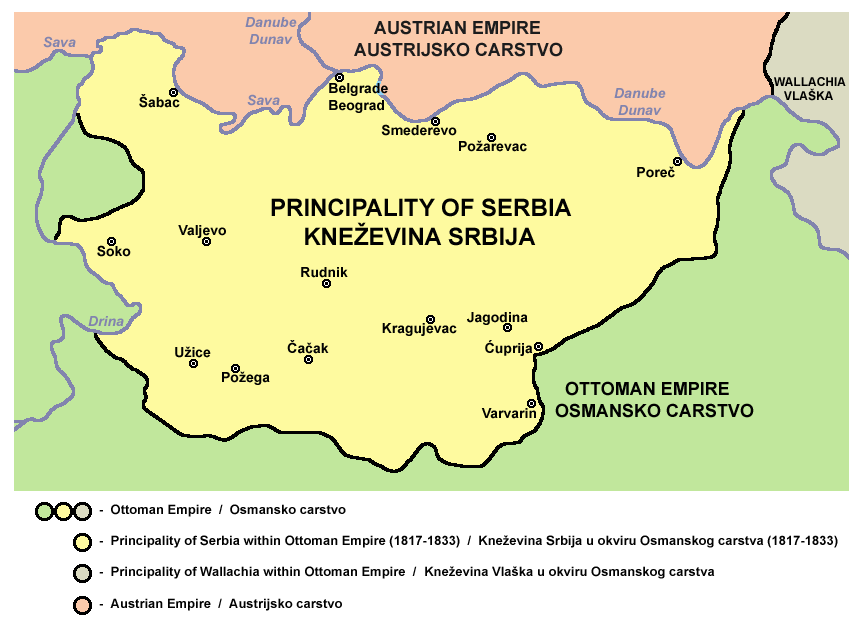
Princiaptul Serbiei în 1817

O revoltă victorioasă împotriva otomanilor a dus la formarea Serbiei moderne. Luptele sârbilor din 1804 până în 1835 au dus la desființarea pașalâcului și la proclamarea monarhiei constituționale sârbe. Perioada 1804 – 1815 a fost marcată de luptele violente pentru câștigarea independenței, sârbii organizând două rebeliuni armate. Perioada 1815 – 1835 a fost una de consolidare pașnică a puterii politice, a creșterii gradului de autonomie a Serviei, proces care a culminat cu recunoașterea dreptului la conducere ereditară a prinților sârbi în1830 și 1833 și cu expansiunea teritorială a tinerei monarhii. Adoptarea primei Constituții în 1835 a abolit relațiile feudale și iobăgia și a proclamat suveranitatea statului.

#### Războiul Crimeii
Războiul Crimeii  (1853–1856) a fost un conflict dintre Imperiul Rus pe de-o parte și o alianță a Regatului Unit, Franța, Sardinia și Imperiul Otoman pe de altă parte. Rusia a fost înfrântă în cele din urmă.

În 1851, Napoleon al III-lea a cerut imperativ guvernului otoman să recunoască Franța ca protector al locurilor sfinte creștine din Țara Sfântă. Rusia a denunțat această pretenție, de vreme ce rușii se problamaseră protectorii tuturor ortodocșilor din Imperiul Otoman. Franța și-a trimis flota în Marea Neagră, iar Rusia și-a mobilizat la rândul ei forțele. În acest an, Rusia și-a trimis trupele în provinciile controlate de turci Modova și Muntenia. Britanicii, considerând că securitatea Imperiului Otoman este amenințată, și-a trimis vasele de război alături de cele franceze, sperând că astfel îi vor putea descuraja pe ruși să îi amenințe pe turci. 

Toate eforturile diplimatice pentru rezolvarea conflictului au eșuat. Sultanul a declarat război Rusiei în octombrie 1851. După înfrângerea dezastruoasă a flotei otomane, britanicii și francezii au declarat război Rusiei. Cele mai multe lupte au avut loc în Peninsula Crimeea, cucerită în cele din urmă de trupele aliate. Britanicii au aflat cu surprindere că francezii negociau în secret cu rușii pentru formarea unei alianțe postbelice, care ar fi dominat Europa. În aceste condiții, britanicii au renunțat la planurile pentru atacarea capitalei Sankt Petersburg și au semnat în schimb un armistițiu unilateral cu Rusia, Londra neatingând practic niciunul dintre obiectivele care și le propusese la începutul războiului.

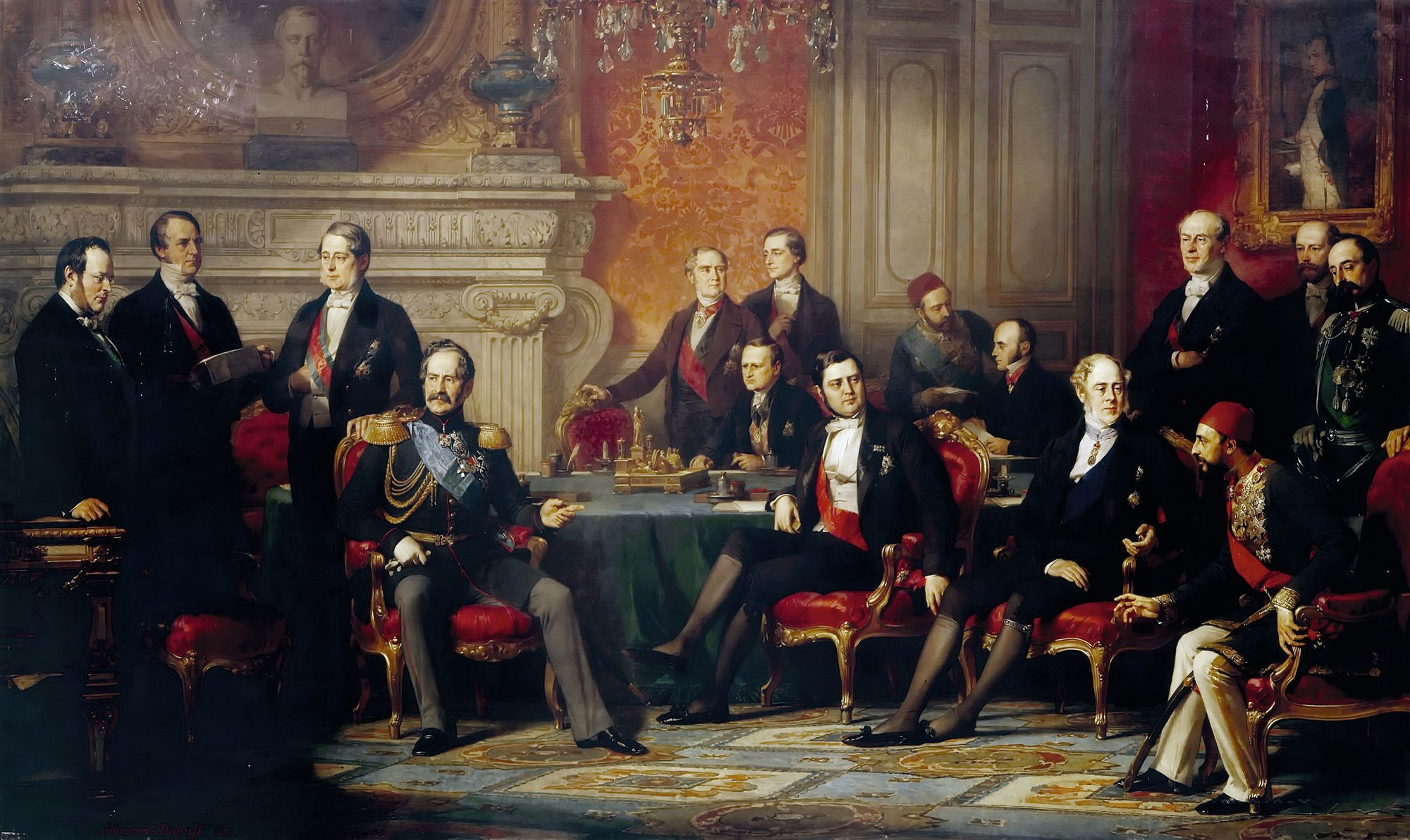
Negociatorii păcii la Congresul de la Paris din 1856, care a pus capăt Războiului Crimeii

Tratatul de la Paris, semnat pe 30 martie1856, a pus capăt în mod oficial războiuluil. Imperiul Otoman devenea parte a Concertului European, iar marile puteri promiteau că îi vor respecta independența și integritatea teritorială. Imperiul Rus a cedat un teritoriu restrâns și a renunțat la pretențiile de protector al creștinilor din Imperiul Otoman. Marea Neagră a fost demilitarizată. A fost formată o comisie internațională care să garanteze libertatea comerțului internațional și navigației pe Dunăre. Moldova și Muntenia rămâneau sub suzeranitatea Imperiului Otoman, dar primeau dreptul să aibă constituții independente și parlamente independente.

Cu această ocazie au fost stabilite noi reguli pentru comerțul pe timp de război – corsarii erau scoși în afara legii, se stabilea statutul mărfurilor protejate de steagul neutru și erau definite regulile blocadei.
Acest război a dus la introducerea unor inovații în conflictele militare precum folosirea transportului pe calea ferată, telegrafului și a pus bazele unor noi metode de îngrijire a victimelor bătăliilor. Pe termen lung, războiul a marcat un moment de cotitură în politica internă și externă a Rusiei. Intelectualitatea rusă a au folosit înfrângerea pentru a cere reforme fundamentale ale guvernului și sistemului social. 

Acest război a slăbit atât Imperiul Rus cât și Imperiul Austriac, astfel încât ei nu au mai reprezentat piloni ai stabilității europene. Această situația le-a dat mână liberă 
Napoleon al III-lea, contele Cavour (în Italia) și lui Otto von Bismarck (în Germania) să lanseze o serie de războaie, care să redeseneze harta politică a Europei.

#### Moldova și Muntenia

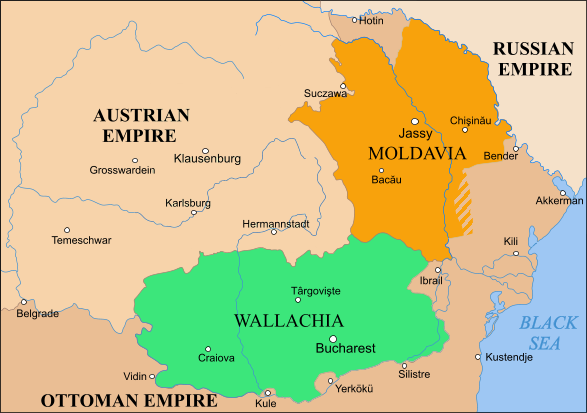
Moldova, Muntenia și Transilvania în 1812. În 1859, Moldova și Muntenia au format România, iar desăvârșirea unității naționale avea să fie dobândită odată cu unirea Transilvaniei în 1918.

Pe parcursul unei tranziții pașnice, Moldova și Valahia s-au desprins treptat de sub influența otomană, au căpătat autonomie efectivă după Unirea din 1859 și și-au câștigat independența după războiul din 1877–1878. Cele două provincii fuseseră multă vreme sub controlul Imperiului Otoman, dar atât Rusia cât și Austria încercaseră să le ocupe, transformând regiunea într-un câmp de confruntare politico-militar în secolul al XIX-lea. Populația era majoritar ortodoxă și de etnie română, dar aici trăiau și minorități precum everii sau grecii. După semanrea Tratatului de la Adrianopol, Rusia a ocupat cele două provincii. Trupele ruse și turce au conlucrat pentru înăbușirea revoluției române de la 1848. În timpul Războiului Crimeii, Austria a preluat controlul regiunii. Populația românească a hotărât unirea celor două provincii pe baza legăturilor istorice, culturale și etnice, care a fost oficializată prin dubla alegerea a lui Alexandru Ioan Cuza prinț al Principatelor Unite ale Moldovei și Țării Românești (redenumite România în 1862). România a devenit oficial independentă la sfârșitul războiului din 1877-1878. Politicienii români și-au concentrat atanția în continuare asupra Transilvaniei, provincie a Imperiului Austro-Ungar în care cei 2 milioane de români formau majoritatea absolută. Prăbușirea Austro-Ungariei l-a sfârșitul primuluiconflict mondial a permis printre altele Unirea Transilvaniei cu România. 

## 1860–1871: Naționalism și unificare
Forța naționalismului a crescut în mod impresionant la începutul și la mijlocul secolului al XIX-lea. În principal, naționalismul a cuprins populațiile care și-au dat seama că împart aceeași moștenire culturală, aceleași limbă și religie. Naționalismul a fost forța principală care a dus la formarea unor noi state a germanilor, irlandezilor, grecilor, românilor sau popoarelor slave din sud-estul Europei.

### Regatul Unit
În 1859, după încă un guvern efemer conservator, premierul Lord Palmerston și John Russell și-au rezolvat conflictele, iar cel de-al doilea a fost de acord să devină ministru de externe în noul cabinet Palmerston. A fost primul guvern cu adevărat liberal. Această perioadă a fost una plină de evenimente pe arena internaținală: Unificarea Italiei, Războiul Civil American, și războiul dintre Danemarca și statele Germane din 1864 pentru Schleswig-Holstein. Russell and Palmerston kept Britain neutral in every case.

### Franța
În ciuda primisiunilor făcute în 1852 pentru o domnie pașnică, Napoleon al III-lea nu a rezista tentației de obținere a gloriei în politica externă. El a fost un visător, mistorios și secretos. Își formase o echipă slabă, s-a implicat în conflicte chiar cu cei care îl sprijiniseră la un moment dat, iar în final s-a dovedit un diplomat incompetent. După o perioadă de conflicte care a culminat cu o amenințare de invazie a Angliei, Franța și Regatul Unit au cooperat pe arena internaținală, au fost aliați în Războiul Crimeii și au semnat un tratat comercial important în 1860. Cu toate acestea, englezii priveau cu neliniște crescândă succesele Imperiului Francez și ale împăratului Napoleon al III-lea, în special datorită creșterii puterii marinei franceze, extinderii imperiului colonial și a rolului tot mai important pe arena internațională.
Napoleon al III-lea a reușit să obțină mai multe succese: a întărit controlul francez asupra Algeriei, a stabilit o serie de baze coloniale în Africa, a început cucerirea Indochinei și a dezvoltat comerțul cu China. El a ajutat o companie franceză să obțină dreptul de construire a Canalului Suez, acțiune pe care britanicii nu au putut să o oprească. În Europa, Napoleon a înregistrat numai eșecuri. Războiul Crimeii din 1854–1856 nu a adus nici un câștig Franței. Războiul cu Austria din 1859 a ajutat unificare Italiei, iar Napoleon a fost recompensat cu anexarea Savoia și Nisa. Britanicii au fost deranjați de intervenția francezilor din Siria din 1860–1861. Napoleon a reușit să îi nemulțumească pe catolici datorită poziției sale față de papa de la Roma. După modificarea poziției, Napoleon i-a înfuriat pe liberalii anticlericali și pe foștii aliați italieni. Pe plan economic, a redus tarifele, ceea ce a avut un efect bun pe termen lung, dar care pe termen scurt i-a înfuriat pe marii proprietari agricoli și afaceriștii din domeniile textil și siderurgic. Pe de altă parte, măsurile economice și politice luate de Napoleon au favorizat organizarea muncitorilor. În politica față de continentul american, Napoleon a fost cât pe ce să implice Franța într-un război cu SUA în 1862, iar intervenția sa în Mexic din 1861–1867 a fost un dezastru total. Napoleon al III-lea a implicat țara în războiul cu Prusia din 1870, la sfârșitul căruia toți germanii (cu excepția celor din Austria) s-au unit în Imperiul German. Napoleon a reușit să îșî îndepărteze toți foștii aliați – după ce nu a eșuat să obțină o alianță cu Austria și Italia, Franța a rămas fără prieteni pe plan extern, iar pe plan intern țara era puternic divizată. În cele din urmă, Franța a suferit o înfrângere umilitoare pe câmpul de luptă și a fost obligată să cedeze Alsacia și Lorena. A.J.P. Taylor is blunt: "he ruined France as a great ower."

### Unificarea italiei

Etapele unificării Italiei între The stages of Italian unification between 1829–1871

Risorgimento a fost perioada anilor 1830–1870, în timpul căreia a avut loc apariția și creșterea conștiinței naționale. Italienii au reușit să obțină independența față de Austria și Papă, asigurând astfel unificarea națională. Piedmont (cunoscut ca Regatul Sardiniei) a preluat conducerea mișcării naționale și și-a impus sistemul constituțional noii Italii.

Papalitatea a sprijinit Franța, care se opunea unificării, deoarecea se temea că pierderea controluliu asupra Statului Papal ar fi slăbit biserica și ar fi permis liberalilor să domine viața politică și, implicit, partidele conservatoare catolice. Regatul Italiei, care își desăvârșise unitatea națională de puțină vreme, a fost recunoacută ca a șasea mare putere.

### Statele Unite ale Americii
În timpul războiului civil (1861–1865), statele sclavagiste din sudul SUA au încercat să se rupă de uniune și să își proclame independență ca Statele Confederate ale Americii. Statele din nord nu au acceptat secesiunea și au declanșat un război pentru salvarea Uniunii. Liderii aristocrați francezi și britanici nu priveau cu ochi buni republicanismul american și erau în favoarea Confederației. În plus, statele confederate erau cel mai mare furnizor de bumbac pentru fabricile textile europene. Obiectivul Confederației era să obțină sprijinul francez și britanic în conflictul lor cu Nordul. Sudiștii credeau în mod eronat că „bumbacul este rege”— adică bumbacul era o materie primă așa de importantă pentru industria britanică și franceză încât ar fi intrat în război pentru ca să-și asigure sursa de aprovizionare. Confederații au luat împrumuturi din Europa pentru achiziționarea materialelor de război. Englezii aveau însă în 1862 stocuri excesive de bumbac, iar Londra depindea în mod hotărâtor de grâul american. Franța nu era dispusă să intervină de una singură, fiind puțin interesată în acel moment de aprovizionarea cu bumbac, interesul principal al Parisului fiind controlul asupra Mexicului. Confederația ar fi fost de acord cu satisfacerea interselor franceze în Mexic, dacă ar fi obținut independența, dar Uniunea n-ar fi fost niciodată de acord cu aceassta. Washington a afirmat public că orice recunoaștere oficială a Confederației ar fi echivalat cu o declarație de război împotriva SUA
Soțul reginei Victoria, prințul Albert, a contribuit la dezamorsarea Incidentului „Trent”, care ar fi putut duce la izbucnirea unui conflict în 1861. Opinia publică britanică era în general în favoarea Statelor Unite. Cantitatea mică de bumbac de care mai era nevoie în Anglia putea fi adus din New York. În acest timp, Marina SUA a blocat arpoximativ 95% din exporturile sudiste de bumbac către Regatul Unit. În septembrie 1862, în timpul invaziei confederate a statului Maryland, britanicii și francezii au luat în considerație implicarea în conflict pentru forțarea celor două tabere să negocieze pacea. O asemenea implicare ar fi însemnat intrarea în starea de război cu SUA. În aceeași lună, președintele SUA Abraham Lincoln a proclamat desființarea sclaviei. Cum după acest moment sprijinirea Confederației ar fi echivalat cu sprijinirea sclaviei, intervenția statelor europene în conflict nu a mai fost posibilă.

În tot acest timp, britanicii au vându arme ambelor tabere, au conceput scheme pentru ocolira blocadei Nordului și au permis ca să fie construite în mod clandestin în proturile britanice navele de război pentru Confederație. Existența navelor de război sudiste a dus la izbucnirea unui conflict diplomatic – Revendicarea Alabama – rezolvat prin semnarea Tratatului de la Washington din 1871.

### Germania
Prusia, sub conducerea lui Otto von Bismarck, a preluat conducerea mișcării de unificarea a Germaniei (cu excepția Austriei) și a creat noul Imperiu German, cu regele Prusiei încoronat împărat. Pentru atingerea acestui obiectiv, Bismarck și-a angajat țara într-o serie de războaie decisive cu Danemarca, Austria și Franța. Numeroase state germane mici au acceptat conducerea Prusiei și, în final, s-au unit după înfrângerea Franței în 1871. După unificare, Germania a devenit cel mai puternic și dinamic stat din Europa, iar Bismarck s-a transformat în promotorul păcii pe continent.

#### Schleswig și Holstein
Situația complexă din Schleswig și Holstein a generat tensiuni diplomatice și câteva conflicte militare între Danemarca și Germania, conflicte în care s-au implicat și Austria și Franța. Ducatele Schleswig-Holstein erau guvernate în conformitate cu înțelegerile înternaționale de regele Danemarcei, dar nu erau parte a acestei țări din punct de vedere legal. Un tratat internațional prevedea că cele două teritorii nu trebuie să fie separate, în ciuda faptului că Holstein era parte a Confederației Germane. La mijlocul secolului a l XIX-lea, în condițiile în care naționalismul german și danez era în creștere, Danemarca a încercat să încorporeze Schleswig. Primul război dintre cele două națiuni s-a încheiat cu victoria danezilor. Al doilea război pentru Schleswig din 1864 s-a încheiat cu victoria Prusiei și Austriei.

#### Unificarea
Cele două națiuni victorioase au intrat după aceasta în coflict, Războiul austro-prusac din 1866 încheindu-se cu victoria Prusiei, care a devenit lider al al popoarelor vorbitoare de germană. Austria a mai rămas doar o putere de rangul al doilea. Împăratul Napoleon al III-lea al Franței nu putea accepta ascensiunea Prusiei în rândul Marilor Puteri și a declanșat Războiul franco-prusac din 1870–1871. Spiritul naționalismului german a făcut ca statele mici germane precum Bavaria și Saxonia să se alieze cu Prusia. Coaliția germană a obținut o victorie relativ ușoară, iar Franța a scăzut ca importanță printre Marile Puteri. Prusia condusă de Otto von Bismarck a reușit să unească aproape toate statele germane (cu excepția Austriei, Luxemburgului și Liechtensteinului) în noul Imperiu German. Imperiul creat de Bismarck a fost cel mai puternic stat din Europa continentală până în 1914.

## 1871 – anul tranziției

### Menținerea păcii

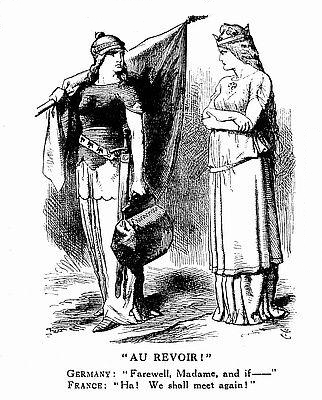
Caricatură a lui John Tenniel din Punch, 6 august 1881

După o perioadă de războaie de 15 ani în Crimeea, Germania și Franța, Europa a avut în sfârșit parte de o perioadă de pace începând cu anul 1871. Odată cu fondarea Imperiului German și semanarea Tratatul de la Frankfurt (10 mai 1871), Otto von Bismarck a devenit figura dominantă a politicii europene între anii 1871-1890. Bismarck a controlat ferm politica internă, externă și economică a Imperiului German. Bismarck își clădise faima ca războinic, dar s-a schimbat peste noapte într-un promotor al păcii. El s-a folosit cu iscusință de doplomațiaechilibrului puterii pentru menținerea poziției Germaniei în fruntea Europei care, în ciuda multor dispute și amenințări cu războiul, a trăit o perioadă de pace. Istoricul Eric Hobsbawm consideră că Bismarck „a rămas campionul mondial necontestat al jocului șahului diplomatic multilateral pentru aproape douăzeci de ani după 1871 [și] sa dedicat exclusiv și cu succes menținerii păcii între puteri”.
Principala greșeală a lui Bismarck a fost să dea satisfacție liderilor militari și opiniei publice germane prin incorporarea provinciilor de frontieră Alsacia și Lorena. În acest fel, Franța a fost transformată într-un inamic permanent și puternic motivat. Istoricul Theodore Zeldin a afirmat: „Răzbunarea și recuperarea lui Alsaciei și Lorenei au devenit obiectul principal al politicii franceze pentru următorii patruzeci de ani. Faptul că Germania a fost dușmanul Franței a devenit elementul de bază al relațiilor internaționale.”  Soluția lui Bismarck a fost transformarea Franței într-o națiune-paria, încurajând regaliștii să lupte cu noua republică și construind o rețea complexă de alianțe cu alte mari puteri – Austria, Rusia și Regatul Unit – pentru izolarea diplomatică a Franței. Un element important al politicii externe germane a fost Alianța celor trei împărați, prin care împărații din Berlin, Viena și St. Petersburg își garantau securitatea statelor lor și făceau front comun împotriva Franței.

### Mari puteri
Britanicii a intrat într-o epocă a "splendidei izolări", evitând complicațiile precum cele care i-au implicat în Războiul Crimeii din 1854 – 1856. Politica guvernului de la Londra s-a concentrat în special pe dezvoltarea industriei și reforma politică, pe întărirea controlului asupra imperiului colonial prin dezvoltarea Royal Navy. Londra a fost pe punctul de a interveni în Războiul civil din America din 1861 – 1862. În 1871 a semnat Tratatul de la Washington cu Statele Unite prin care se rezolvau pretențiile americane cu privire la implicațiile asupra războiului a încălcării de către britanici a statutului de neutralitate. Britanicii au plătit despăgubiri de 15 milioane de dolari. Rusia s-a folosit în avantajul ei de conflicto franco-prusac pentru denunțarea tratatului din 1856, prin care fusese forțată să demiliatarizeze zona Mării Negre. Repudierea tratatelor internaționale nu era acceptabile pentru marile puteri, soluția fiind găsită în conferința de la Londra din ianuarie 1871, prin care au fost modificate abrogate principalele prevederi ale tratatului din 1856 și au fost acceptate acțiunile Rusiei. Rusia a avut tot timpul ca obiectiv obținerea controlului asupra Constantinopolului și a strâmtorilor care legau Marea Neagră de Mediterană. Acest obiectiv a fost pe punctul de a fi atins în timpul Primului Război Mondial. Franța a avut o armată staționată în Roma pentru protejarea papei. Această forță militară a fost rechemată în patrie în 1870, iar guvernul italian a ocupat ceea ce mai rămăsese din Statul Papal și a proclamat Roma capitala țării. Italienii finalizaseră procesul de unificare, dar cu costul alienării papei și a comunității catolice pentru aproximativ o jumătate de secol. Această situație instabilă a fost rezolvată doar în 1929.

### Serviciul militar
O modificare majoră în epocă a fost renunțarea la armatele profesioniste și trecerea la sistemul prusa care combina un nucleu a militarilor de cariera cu contingente de recruți, care se roteau în serviciul armatei. După un an sau doi de serviciu activ, recruții activau pentru un deceniu sau mai mult în cadrul corpului rezerviștilor, având programe anuale de instruire. Instruirea recruților și rezerviștilor pe timp de pace presupunea programe mai reduse de pregătire pe timp de război, rezultatul fiind o armată bine antrenată, cu efective complete și care putea fi mobilizată în timp record. Prusia a început să aplice acest sistem în 1814, iar victoriile din anii următori au făcut ca acest model să fie adoptat de toate statele europene. Elementrul central al sistemului era recrutarea universală, aproape fără excepție a cetățenilor majori de sex masculin. Reprezentanții claselor supreioare erau recrutate în corpul ofițerilor pentru un program de instruire de un an și erau obligați să își îndeplinească datoria de rezerviști alături de restul cetățenilor, indiferent de clasa socială. Austria a adoptat acest sistem în 1868 (la scurtă vreme după ce fusese învinsă de Germania) iar Franță în 1872 (la rândul ei după înfrângera în fața Germaniei). A urmat Japonia în 1873, Rusia în 1874 și Italia în 1875. Toate țările importante au adoptat sistemul recrutărilor până în 1900, cu excepția Regatului Unit și SUA. În timp de pace, Germania avea o armată de 545.000 de oameni, care putea fi lărgită în câteva zile până la 3,4 milioane prin mobilizarea rezervelor. Prin comparație, Franța avea o armată permanentă de1,8 milioane și 3,5 milioane cu tot cu rezerve, Austria 1,1 / 2,6 milioane, iar Rusia 1,7 / 4 milioane. Noul sistem era scump, cu un cost pe cap de locuitor care s-a dublat sau chiar triplat în perioada 1870 – 1914. În 1914, cheltuielile totale cu apărarea ajunseseră la aproximativ 5% din venițul naționale. În ciuda acestui fapt, cetățenii plătitori de impozite păreau mulțumiți. Părinții erau impresionați în mod special de modificarea remarcabilă a tinerilor imaturi care erau trimiși în armată la 18 ani, care deveneau în doi ani bărbați experimentați.

## Imperialismul

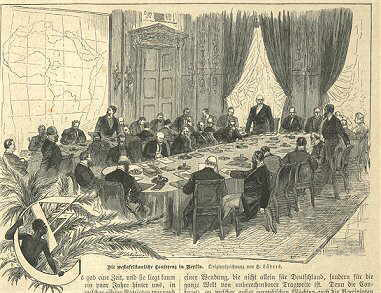
Conferința de la Berlin din 1884 convocată de cancelarul german Otto von Bismarck a pus ordine în ordine pretențiile imperialiste europene în Africa.

Cele mai multe dintre marile puteri (și câteva state mai puțin importante precum Belgia, Olanda și Danemarca) s-au angajat cu toate forțele în imperialism, creîndu-și imperii coloniale peste mări, în special în Africa și Asia. În această periadă au avut loc mai multe insurecții sau rebeliuni, dar numai câteva războaie de mică amploare: primul și al doilea război cu burii (1880–1881 și 1899–1902), Războiul sino-japonez (1894–1895), primul Război Italo-Etiopian (1895–1896), Războiul hispano-american (1898) și Războiul Italo-Turc (1911). Cel mai important război a fost Războiul Ruso-Japonez din 1905, singurul care a implicat două mari puteri ale timpului.
Istoricii sunt de acord că profitabilitatea imperiilor coloniale în perioada 1875-1914 a variat foarte mult. Se presupusese că imperiile coloniale vor oferi piețe exclusive pentru produsele manufacturate în metropole. În afară de India, acest lucru nu a fost adevărat pentru restul coloniilor. La sfârșitul secolului al XIX-lea, imperialiștii obțineau câștiguri economice în special prin exploatarea surselor ieftine de materii prime care erau folosite în sectorul industrial național. Marea Britanie a obținut profituri bune din India, dar nu reușit performanț similare în restul imperiului. Olanda a obținut rezultate economice bune în Indiile Orientale. Germania și Italia au obținut resurse limitate din coloniile lor. Franța a obținut rezultate ceva mai bune. Congo Belgian a fost extrem de profitabil atâta vreme cât a fost exploatat personal de regele Leopold al II-lea pentru obținerea de cauciuc natural. Scandalurile și criticile internaționale, apărute după dezvăluirile cu privire al tratamentul prost aplicat lucrătorilor locali, au obligat guvernul belgian să preia întreaga afacere în 1908, moment în care a devenit mult mai puțin profitabilă. Filipinele aduceau mai multe pierderi decât câștiguri.

La începutul primului conflict mondial,populația din colonii era de aproximativ 560 de milioane, dintre care 70,0% erau supuși britanici, 10,0% în coloniile franceze, 8,6% în cele olandeze, 3,9% în cele japoneze, 2,2% în cele germane, 2,1% în cele americane, 1,6% în cele portugheze, 1,2% cele belgiene și 0,5% în cele italiene. Prin comparație, populația puterilor coloniale era de aproximativ 370 de milioane.

### Imperiul colonial francez din Asia și Africa

#### Franța ocupă Mexicul
Napoleon al III-lea s-a folosit de prilejul oferit de Războiul Civil American pentru ca să preia controlul asupra Mexicului și impună pe tronul țării un împărat-marionetă, Maximilian. Franța, Spania și Anglia, îngrijorate de incapacitatea de plată a datorie externe a Mexicului, au format o forță expediționară care a preluat controlul asupra vămilor din Veracruz în decembrie 1861. Spaniolii și britanicii s-au retras atunci când au înțeles că Napoleon al III-lea încerca să răstoarne guvernul mexican al președintelui ales Benito Juárez și să fondeze un al Doilea Imperiu Mexican. Napoleon se bucura de resturile conservatorilor pe care Juarez și liberalii săi îi învinseseră în Războiul Reformei (războiul civil din 1857–1861). În timpul intevenției franceze în Mexic din 1862, francezii l-au instalat pe arhiducele austriac Maximilian de Habsburg pe tronul țării ca împărat al Mexicului. Juárez a coagulat rezistență împotriva francezilor. Washingtonul l-a sprijinit pe Juárez și a refuzat să recunoască noul guvern, invocând violarea Doctrinei Monroe. Dupăvictoria împotriva Confederației din 1865, SUA a trimis 50.000 de soldați experimentați la granița cu Mexicul, pentru ca să nu existe dubii asupra poziției sale. Forțele armate franceze erau sub o mare presiune: Napoleon trimisese 40.000 de soldați în Mexic, 20.000 la Roma, ca să îl apere pe papă și alți 80.000 în turbulenta Algerie. În plus, Prusia, care învinsese de curând Austria, era o amenințare imediată la siguranța Franței. Napoleon și-a dat sema de situația grea în care se afla și a și-a retras forțele din Mexic în 1866. Juarez a recucerit controlul asupra țării și l-a executat pe împăratul Maximilian.
Canalul Suez, a cărui construcție a fost începută de francezi, a devenit un proiect comun franco-britanic în 1875, ambele state considerând-ul vital pentru menținerea controlului asupra imperiilor lor din Asia. În 1882, rebeliunile populare din Egipt le-a oferit britanicilor motivul pentru intervenție și a oferit o mână de ajutor pentru Franței. Cum promotorul expansionismului Jules Ferry nu mai era în funcții publice, guvernul francez a permis britanicilor să preia controlului asupra Egiptului.

### Preluarea controlului asupra Egiptului, 1882

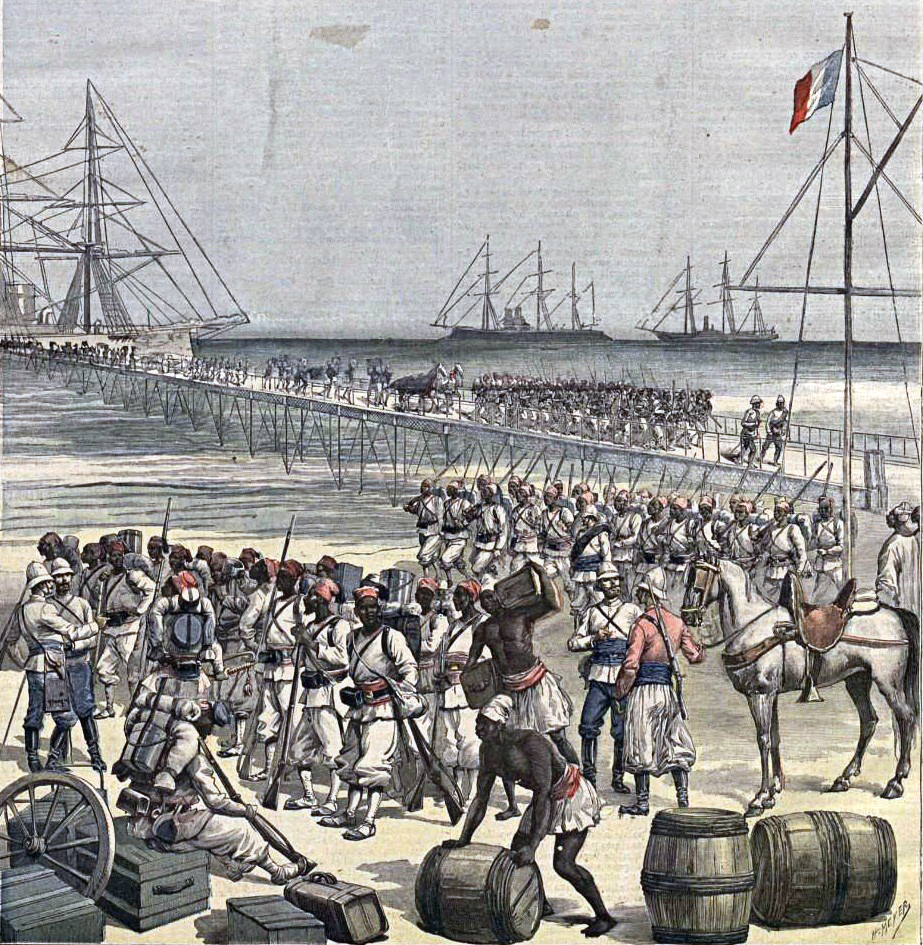
În 1892, pușcașii senegalezi conduși de colonelul Alfred-Amédée Dodds au invadat Dahomeiul (în zilele noastre Benin).

Cel mai important rezultat al războiului anglo-egiptean a fost ocuparea Egiptului de către britanici pentru următorii șapte zeci de ani, deși Imperiul Otoman a păstrat a păstrat controlul nominal al teritoriului până în 1914. Istoricul A. J. P. Taylor a considerat că „a fost un mare eveniment; cu adevărat singurul eveniment important în relațiile internaționale de la Bătălia de la Sedan până la înfrângerea Rusiei în războiul ruso-japonez.” 
Taylor a subliniat efectul pe termen lung:
Ocupația britanică a Egiptului a modificat balanța puterii.
The British occupation of Egypt altered the balance of power. Nu doar că a oferit siguranță britanicilor pentru drumul spre India; i-a făcut stăpânii Mediteranei Răsăritene și a Orientului Mijlociu; a făcut să fie inutil pentru ei să rămână în prima linie împotriva Rusiei la Strâmtori… Și astfel a pregătit calea pentru alianța franco-rusă de zece ani mai târziu.

### Lupta pentru Africa

Africa de centrală și estică în 1898, în timpul Incidentului Fashoda

În timpul goanei pentru împărțirea Africii, britancii și francezii, dar și germanii, italienii și portughezii și-a lărgit mult imperiile coloniale din Africa. Regele Belgiei controla personal Congo. Bazele construite pe litoral au devenit nuclee pentru coloniile care s-au dezvoltat spre interiorul continentului. În coloniile britanice au fost aduși muncitori și afaceriști din India pentru construcția de căi ferate, plantații, cariere și mine pentru exploatarea bogățiilor subsolului și altele. 
Tensiunile dintre britanici și francezi au atins o cote ridicate în Africa. Au existat mai multe momente în care ar fi putut izbucni războiul, dar pacea a fost până la urmă păstrată. Cel mai important episod a fost Incidentul Fashoda din 1898. Trupele franceze au încercat să revendice o regiune din sudul Sudanului, iar forțele britanice, care pretindeau că acționează în interesul viceregelui Egiptului, au intrat în conflict cu primele. Francezii au fost obligați să se retragă, iar anglo-egipteneii și-au asigurat controlul asupra regiunii. Starea de fapt din teren a fost recunoscută printr-o înțelegere ale celor două state – era recunoscut controlul britanic asupra Egiptului și al Franței asupra Marocului. Cu toate acestea, francezii au considerat că a fost o înțelegere care i-a dezavantajat.

Imperiul Otoman a pierdut controlul asupra Algeriei, Tunisiei și Libiei. Din punct de vedere oficial, otomanii mai erau stăpânii Egiptului. În 1875, britanicii au cumpărat acțiunile pe care le deținea la Canalul Suez viceregele Egiptului, Ismail Pașa, aflat într-o gravă criză financiară. 

#### Kenya
Belgia
     Regatul Unit
     Franța
     Germnia
     Italia
     Portugalia
     Spania
     State independente (Etiopia și Liberia)

Posesiunile coloniale ale puterilor europene în 1913; sunt desenate și granițele naționale actuale.
Belgia
Regatul Unit
Franța
Germnia
Italia
Portugalia
Spania
State independente (Etiopia și Liberia)

Istoria Kenyei este reprezentativă pentru procesul colonizării în Africa Răasăriteană. In jurul anului 1850, exploaratorii europene erau în plin proces de cartografiere a interiorului continentului africa. Trei factori au încurajat interesul european în Africa Răsăriteană. 
Prima a fost ocuparea insulei Zanzibar. Aceasta a devenit baza din care se putea organiza comerțul și explorarea continentului african. În 1840, în scopul protejării intereselor diferselor state care făceau afaceri în Zanzibar, au fost deschise oficii consulare de către britanici, francezi, germani și americani. În 1859, în Zanzibar se ajunsese la un total de 19.000 de tone de mărfuri tranzitate. În 1879, cantitatea de mărfuri tanzitate ajunsese la 89.000 de tone. 
Al doilea factor a fost cererea crescândă pentru mărfurile provenite din Africa, cele mai importante fiind fildeșul și cuișoarele. 
Al treilea factor a fost dorința britanicilor de abolire a comerțului cu sclavi. La sfârșitul secolului, interesul britanicilor pentru Africa de Est a fost stimulată de competiția cu germanii. În 1887, concernul privat „Imperial British East Africa Company” a închiriat de la Seyyid Said o fâșie lată de 16 km de-a lungul coastei. 
Germania și-a impus protectoratul asupra posesiunilor litorale ale sultanului Zanzibarului în 1885. Germanii au cedat teritoriul protectoratului britanicilor în 1890, primind la schimb zona litorală a Tanganyika.
În 1895, guvernul britanic a revendicat teritoriul din interiorul continentului până la lacul Naivasha. A fost creat astfel Protectoratul Africii Orientale. Frontierele protectoratului au fost extinse ca să cuprindă Uganda în 1902, iar în 1920, cea mai mare parte a protectoratului lărgit a devenit colonie a coroanei britanice. Odată cu începutul guvernării coloniale din 1895, Marele rift african și câmpiile înalte înconfurătoare au devenit o enclavă a emigranților albi, care au s-au implicat în punerea pe picioare a unor plantații mari de cafea, lucrate cu forța de kikuyu. În zonă nu erau resurse minerale importante precum aurul și diamantele care auduseseră atât de mulți albi în Africa de Sud. La începutul erei coloniale, administrația s-a bazat pe oamenii de legătură tradiționali, de obicei șefii de triburi. După ce guvernarea colonială devenise stabilă și s-a dorit eficientizarea ei, în parte datorită presiunii exercitate de coloniști, toneri 
When colonial rule was established and efficiency was sought, partly because of settler pressure, newly educated younger men were associated with old chiefs in local Native Councils.

După ce Compania Britanică a Africii Orientale a avut o serie de probleme financiare grave, guvernul de la Londra a trecut pe 1 iulie 1895 la guvernarea directă prin intermdiul Africa Orientală Britanică. În 1902, guvernul britanic a permis coloniștilor albi să se așeze in zona feritlă înaltă. Un eveniment important pentru dezvoltarea zonei centrale a Kenyei a fost construcția căii ferate Mombasa – Kisumu, terminată în 1901. La acest proiect au lucrat aproximativ 32.000 de muncitori manuali aduși din India Britanică. Mulți dintre aceștia au rămas în Africa, așa cum făcuseră cei mai mulți dintre negustorii și micii afaceriști care au vrut să exploateze oportunitățile oferite de deschiderea pieței keniene.

### Portugalia
Portugalia, o națiune săracă agrară, dar cu o tradiție maritimă importantă, a reușit să edifice un imperiu colonial uriaș, pe care a reușit să îl păstreze o perioadă mai lungă decât orice altă putere colonială, evitând în același timp să evite războaiele. În 1899, portughezii au reînoit Tratatul de la Windsor cu britanicii, vechi din 1386.
Expedițiile din secolul al XVI-lea au dus la formarea primei colonii portugheze în Brazilia. Portugalia a fondat puncte comerciale pe coasta Africii și în sudul și răsăritul Asiei, care erau deschise negustorilor din toate națiunile. Portugalia a importat sclavi pentru acoperirea nevoii de muncitori agricoli și de servitori în țară. De asemenea, s-a folosit de experiența pe care o avea pentru transformarea comerțului cu sclavi într-o activitate economică de cea mai mare importanță. Afaceriștii portughezi au înființat plantații de trestie de zahăr exploatate cu ajutorul sclavilor pe insulele mai apropiate de patrie precum Madeira, Cabo Verde  și Azore. În 1770, premierul iluminist marchizul de Pombal a declarat că negustoria este o ocupație nobilă și necesară, permițând oamenilor de afaceri să între în rândul nobilimii portugheze. Un mare număr de portughezi s-a mutat în Brazilia, care a devint independentă în 1822.
După 1815, portughezii au extins influența porturilor comerciale din Africa, mutând-și atenția către interiorul continentului, preluând controlul Angolei și Africii Orientale Portugheze (Mozambic). Comerțul cu sclavi a fost abolit în 1836, în parte și datorită complicațiilor internaționale provocate de numeroasele vase care făceau comeț cu sclavi și care navigau sub pavilion portughez, dar nu erau de fapt nave portugheze. În Asia, negustorii portughezi au făcut afaceri profitabile în coloniile Goa, Macau și Timor, în nordul Australiei. Limba portugheză și catolicismul au fost introduse cu scucces în toate coloniile portugheze. 

### Italia
Italia a fost numită uneori „cea mai mică Marea Putere” datorită industriei puțin dezvoltate și a armatei slabe. În cursa pentru colonizarea Africii de la sfârșitul desolui al XIX-lea, liderii noului stat unificat italian erau entuziasmați de ideea cuceririi de colonii. Acest fapt ar fi confirmat statutul de Mare Putere și ar fi ajutat unificarea poporului. Italia și-a îndreptat atenția la început spre Tunisia, care era în mod oficial parte a Imperiului Otoman și unde se stabiliseră numeroși fermieri din peninsulă. Izolată diplomatic și slabă din punct de vedere militar, Italia nu s-a putut opune pretențiilor francezilor, care și-au impus protectoratul în Tunisia în 1881. Următorul obiectiv al italienilor a fost Africa de vest, unde a încercat să cucerească Etiopia. După înfrângerea grea din Bătălia de la Adwa din 1896, nici acest obiectiv nu a fost atins. Opinia publica a fost înfuriată de umilința suferită. În 1911, italienii au sprijinit entuziaști ocuparea teritoriului din nordul Africii care formează Libia contemporană. 

Diplomația italiană a reușit să obțină un succes atunci când a primit acceptul pentru ocuparea Libiei din partea Germaniei, Franței, Austriei, Angliei și Rusiei. În timpul răboiului cu Imperiul Otoman din 1911–1912, forțele italiene au preluat controlul asupra unor orașe de coastă, în ciuda rezistenței puternice a trupelor otomane și a luptătorilor arabi locali. După semnarea tratatului de pace și ocuparea Libiei, Italia a trimis aici coloniști din peninsulă. Italia a suferit pierderi grele în luptele cu triburile locale, pentru asigurarea controlului ferm asurpra noii posesiuni.

### Japonia, noua mare putere
Începând cu ultimele trei decenii ale secolului al XIX-lea, Japonia s-a modernizat rapid copiind modelele occidentale, îmbunătățindu-și industria, birocrația, instituțiile civile și miliatare. Modernizarea a oferit Japoniei capacitatea expansiunii imperialiste în Coreea, Chian, Taiwan și unele insule din Pacific. La rândul lor, japonezii se considerau vulnerabili la imperialismul agresiv al țărilor occidentale, acesta fiind un motiv pentru care s-a încercat preluarea controlului asupra regiunilor învecinate. Astfel, Japonia a ocupat Okinawa și Formosa. Pentru îndeplinirea unui dintre obiectivele propuse – controlul asupra Taiwanului, Coreei și Manciurieie, japonezii au declanșat primul război cu China din 1894–1895 și războiul cu Rusia din 1904 – 1905. Războiul cu China a transformat Japonia în prima putere modernă imperială orientală, iar războiul cu Rusia a demonstrat că o putere europeană poate fi înfrântă de un stat oriental. Victoriile din aceste două războaie au transformat Japonia în puterea dominantă în Orientul Îndepărtat cu o sferă de influență care se întindea în Manciuria și Coreea (care a fost anexată în mod oficial în Imperiul Japonez în 1940).

#### Okinawa
Okinawa este cea mai mare insulă din Arhipelagul Ryukyu și plătea tribut Chinei încă de la sfârșitul secolului al XIV-lea. Japonia a preluat controlul asupra întregului arhipelag Ryukyu în 1609 și l-a anexat în mod oficial în 1879.

#### Războiul cu China
Controlul japonez asupra Insulelor Ryukyu, competiția pentru influență în Coreea și problemele comerciale au provocat o stare de conflict între Japonia și China în anii 1870. Japonia, după ce a edificat un sistem politic și economic stabil și o armată cu efective reduse dar bine pregătite, a învins cu ușurință Chian în timpul primului război dintre cele două puteri din 1894. Soldații japonezi au masacrat populați civilă după cucerirea orașului Port Arthur și Peninsulei Liaotung . Prin semanrea Tratului de la Shimonoseki din aprilie 1895, China recunoștea independența Coreei și ceda Japoniei Formosa, Insulele Pescadores și Peninsula Liaotung. China a fost obligată să plătească o despăgubire de 200 de milioane de monede de argint (tael), să deschidă cinci noi porturi pentru comerțul internațional și să permită Japoniei (dar și altor puteri europene) să deschidă fabrici în aceste orașe-port. Rusia, Franța și Germania s-au considerat dezavantajate de prevederile tratatului și au inițiat Tripla Intervenție,prin care au forțat Japonia să retrocedeze Peninsula Liaotung Peninsula în schimbul unei despăgubiri. Singurul efect pozitiv al acestei înfrângeri a fost industrializarea orașelor chinezești și apariția antreprenorilor și muncitorilor calificați locali.

#### Taiwan
Insula Formosa (Taiwan) a fost folosită încă din 1623 de negustorii olandezi care doreau să aibă o bază în Asia de unde să facă comerț cu Japonia și China. Dutch East India Company (VOC) a construit Fortul Zeelandia. În scurtă vreme, olandezii au reușit să preia conducere insulei și a locuitorilor ei. Chian a preluat controlul insulei în a doua jumătate a secolului al XVII-lea și a început să trimită aici coloniști. Până la sfârștiul secolului al XIX-lea, în Taiwan locuiau aproximativ 2.3 milioane de chinezi și aproximativ 200.000 de mebri ai triburilor băștinașe. După victoria în primul război sino-japonez din 1894–1895, insula a fost ocupată de Japonia și a devenit prima colonie a acesteia.
Japonezii s-au așteptat să aibă prin ocuparea Taiwanului beneficii mult mai mari decât a avut. Japonezii, care erau conștienți că insulele arhipelagului nipon puteau să asigure resurse de hrană limitate, sperau că ocuparea Taiwanului ar fi putut să asigure recolte suficiente pentru aprovizionarea metropolei. În anul 1905, Taiwan producea orez și zahăr reușind să își acopere nevoile interne și să asigure un surplus redus pentru export. Poate mai important decât asigurarea aprovizionării cu alimente a țării, Japonia a câștigat faimă în regiune, fiind prima țară noneuropeană care exploata o colonie modernă. Japonezii au învățat rapid cum să își adapteze standardele birocratice de inspirație germană la condițiile momentului și cum să abordeze problema insurecțiilor frecvente antinipone. Un obiectiv important a fost promovarea limbii și culturii japoneze, dar administratorii trimiși în insulă și-au dat seama că ei trebuie mai întâi să se adapteze la cultura chineză a populației locale. Japonezii au acționat în conformitate cu principiul „misiunii civilizatoare” și a deschis școli, astfel încât țăranii să devină muncitori manuali patrioți și productivi. Spitalele și clinicile au fost modernizate, iar mortalitatea a înregistrat scăderi importante. Pentru menținerea ordinei, japonezii au introdus ordinea polițienească, cu supravegherea permanentă și îndeaproape a populației. Japonia a pierdut controlul asupra Taiwanului după înfrângerea din a doua conflagrație mondială, insula fiind înapoiată Chinei.

#### Coreea
În 1905, Imperiul Japonez și Imperiul Coreean au semant Tratatul Eulsa, care a adus Coreea în sfera de influență al Japoniei ca protectorat. Tratatul a fost un rezultat al victoriei japoneze în războiul ruso-japonez și al dorinței japonezilor de extindere a sferei de influență în Peninsula Coreeană. Tratatul Eulsa a dus mai apoi la semnarea tratatului din 1907. Prin acest tratat, Coreea urma să funcționeze sub comanda unui guvernator general japonez, iar afacerile interne coreene treceau sub controlul japonez. Împăratul coreean Gojong a fost forța să abdice în favoarea fiului său, Sunjong, după protestele primului împotriva acțiunilor japoneze la Conferința de la Haga. Până la urmă, prin tratatul de anexare din 1910, Coreea a devenit în mod oficial parte a Imperiului Japonez.

### Împărțirea Chinei

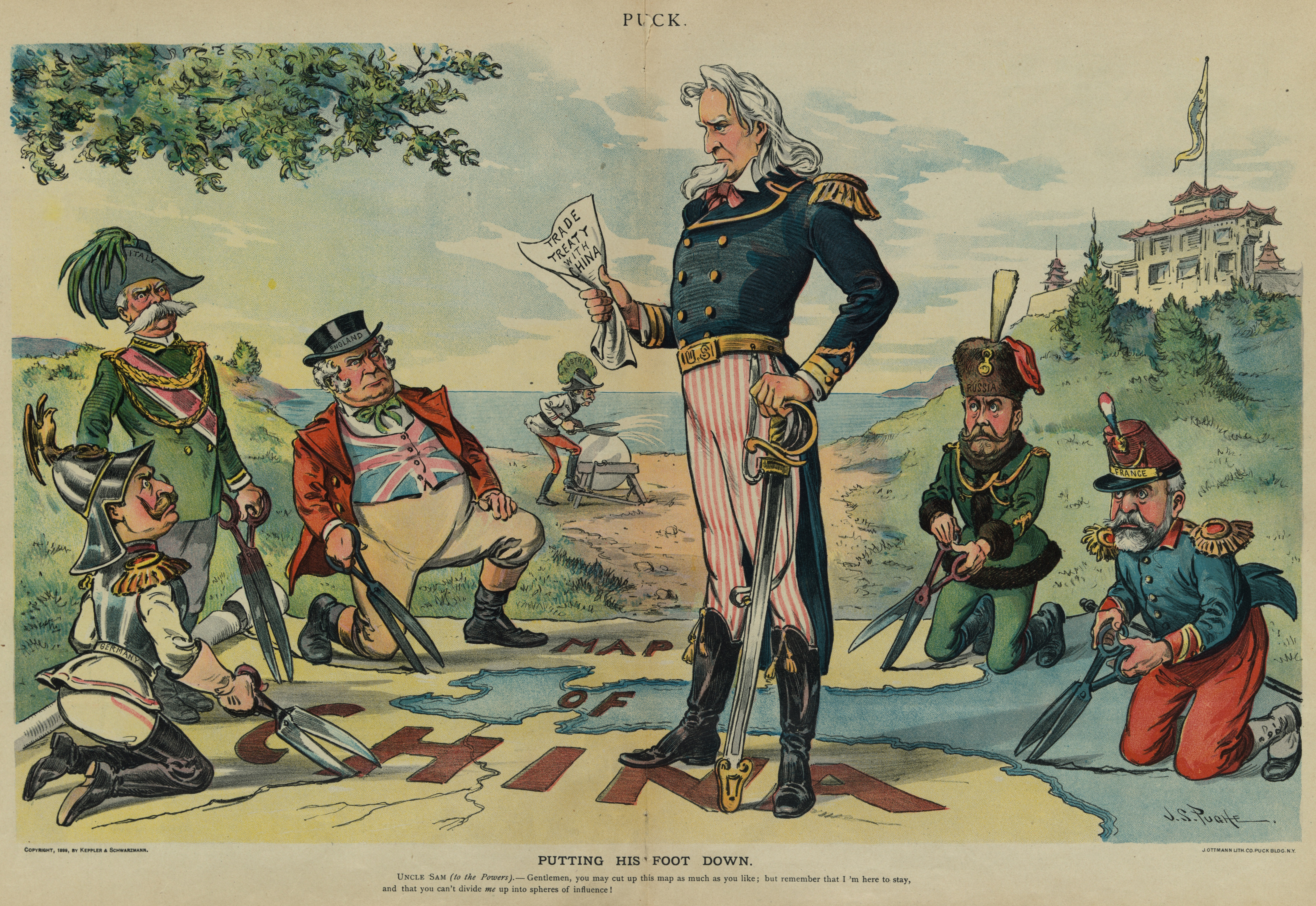
Caricatura „Punând piciorul în prag” din Punch, 23 august 1899. Unchiul Sam (SUA) stă în picioare pe harta Chinei, ținând în mână „tratatul comercial cu China”. În jur se află Germania, Italia, Anglia, Rusia și Franța cu foarfecile în mâini, gata să taie bucăți din China. În fundal, Austria își ascute foarfeca. Unchiul Sam spune „Domnilor, puteți tăia din harta asta cât vreți, dar țineți minte că eu sunt aici ca să rămân și nu puteți să mă împărțiti în sfere de influență”.

Din punct de vedere oficial, China a rămas o țară unitară. În practică însă, puterile europene și Japonia au preluat controlul asupra unor porturi și a zonelor adiacente începând cu mijlocul secolului al XIX-lea până în primele decenii ale secolului al XX-lea. Aceste puteri se bucurau de "extrateritorialitate", care fusese impusă printr-o serie de tratate inechitabile.
În 1899-1900, SUA și-a impus la nivel internațional Politica ușilor deschise, ceea ce presupunea ca toate națiunile să aibă acces liber la porturile Chinei, spre deosebire de situația de până atunci când porturile erau rezervate doar unui stat.

### Politica britanică

#### Imperialismul comerțului liber
Marea Britanie, în afară de faptul că a preluat controlul asupra unor noi teritorii, a dezvoltat numeroase afaceri comerciale și financiare în diferite state independentente, în special în America Latină și Asia. Englizii au dat bani cu împrumut, au construit căi ferate și au pornit afaceri de vânzare-cumpăre. Marea Expoziție de la Londra din 1851 au demonstrat în mod clar că Regatul Unit era puterea dominantă în acel moment în inginerie, comunicații și industrie. Această poziție de frunte avea să fie menținută până la sfârșitul secolui al XIX, când SUA și Germania au redus sau depășit decalajele față de englezi.

#### Splendida izolare
Robert Gascoyne-Cecil (Lord Salisbury) a fost considerat de majoritatea istoricilor un ministru de externe și premier (1885-1902) puternic și eficient, în special în domeniul politicii externe.
El a avut o înțelegere remarcabilă a problemelor și a dovedit că este:
un specialist perseverent și pragmatic, cu o înțelegere profundă a intereselor istorice ale Marii Britanii ... El a controlat împărțirea Africii, apariția Germaniei și a Statelor Unite ca puteri imperiale și transferul interesului britanic de la Dardanele la Suez fără să provoace o confruntare serioasă a marilor puteri.
În perioada 1890–1902, sub conducerea lui Salisbury, a promovat politica „spledidei izolări”, care respingea aliarea Angliei cu orice altă putere.

#### Politica față de Germania
Atât Anglia cât și Germania au încercat să își îmbunătățească relațiile bilaterale, dar britanicii nu aveau încredere în Kaiser. Kaiserul își implicase guvernul în sprijinirea burilor, ceea ce a dus la răcirea relațiilor dintre cele două state.

Cea mai importantă realizarea a politicii externe a fost tratatul de prietenie din 1890. Germania a renunța la mica sa colonie Zanzibar din Africa și a primit în schimb insulele Heligoland din largul portului Hamburg, achiziție esențială pentru asigurarea siguranței porturilor germane.

#### Ruptura din Partidul Liberal generată de problema imperialismului
Politica Partidului Liberal după 1880 a fost modelată de William Gladstone, care a atacat în mod repetat imperialismul lui Benjamin Disraeli. Conservatorii se mândreau cu imperialismul pe care îl promovau, iar politica lor era populară în rândul alegătorilor. Mai mulți liberali, care formau o facțiune minoritară, au devenit imperialiști activi. Al Doilea Război al Burilor (1899 – 1902) a fost un conflict militar dintre englezi și două republici indepedentente ale burilor – Republica Orange și Republica Sud Africană (numită Transvaal de către britanici. După un război lung și sângeror, în timpul căruia populați civilă a suferit pierderi grele, burii au fost învinși, iar teritoriile lor au fost absorbite în Imperiul Britanic. Acest război a divizat Particul Liberal, majoritatea membrilor opunându-se conflictului. Facțiunea lui Joseph Chamberlain s-a desprins din Partidul Liberal și a format o alianță cu conservatorii pentru promovarea politicii imperialiste a acestora din urmă.

## Chestiunea Orientală

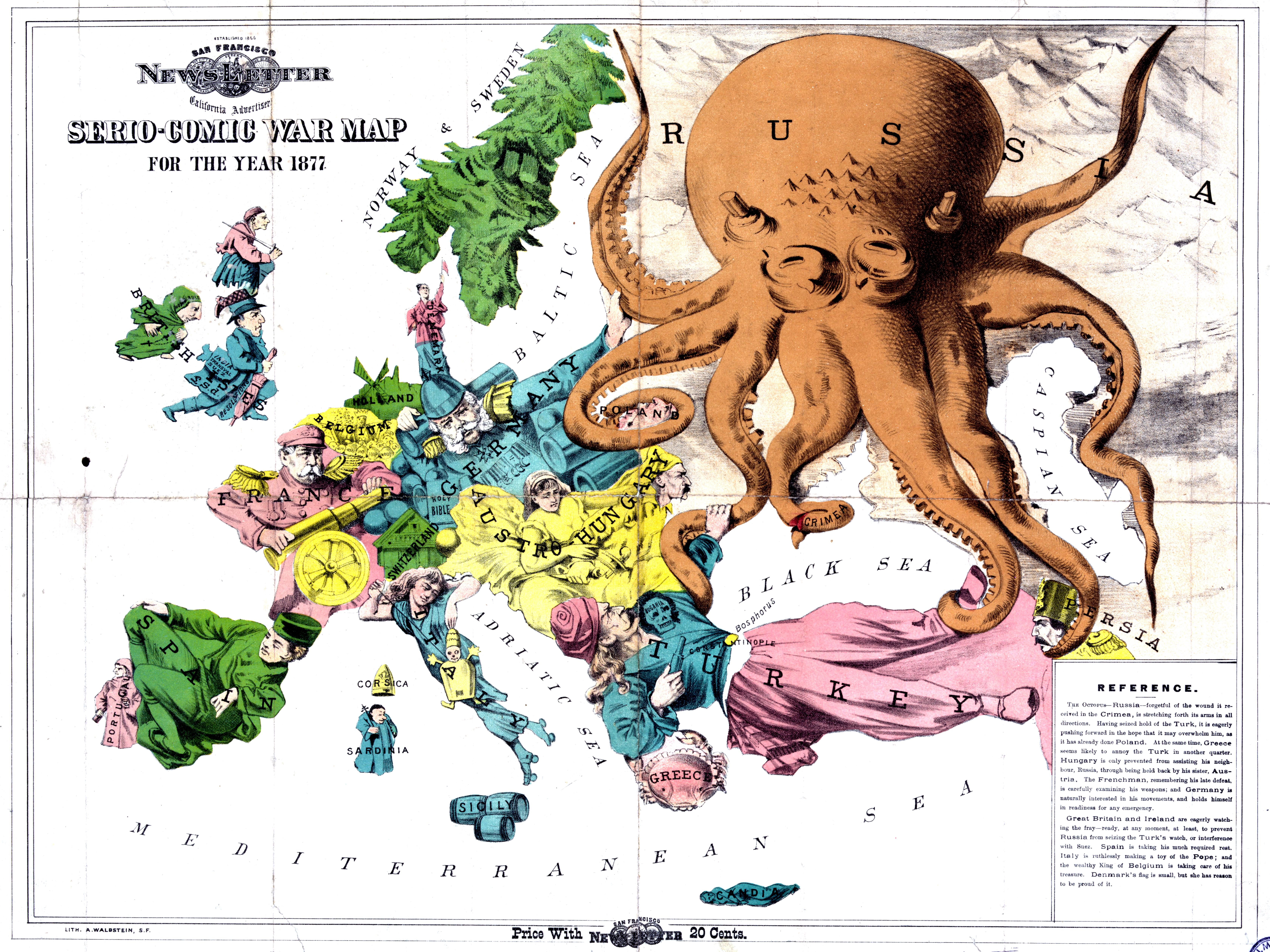
„Amenințarea rusă: o hartă serios-comică a războiului pentru anul 1877” o caricatură britanică din 1877 care prezintă Rusia ca pe o caracatiță monstuoasă care își devorează vecinii, în special Imperiul Otoman.

Chestiunea Orientală a implicat dezintegrarea continuă și lentă a „bolnavului Europei” (Imperiul Otoman, numită de în unele cazuri „Turcia”), creșterea naționalismului în Balcani și problema mai generală a alianțelor în Europa Răsăriteană. În a doua jumătate a secolului al XIX-lea, Chestiunea Orientală s-a concentrat în special asupra abuzurilor la care erau supuși creștini din Balcani de către Imperiul Otoman și asupra poziției marilor puteri europene. 

În 1876, Serbia și Muntenegru au declarat război Turciei, dar au fost învinse într-un mod categoric. Gladstone a publicat un articol vehement „Ororile bulgare și chestiunea răsăritului” care a impresionat profund publicul britanic și a politica poziția guvernului Disraeli de sprijinire a Turciei împotriva Rusiei. Rusia, care era aliata Serbiei, a declarat război Turciei în august 1877, reușind să obțină o serie de victorii. La începutul lunii ianuarie 1878, Turcia a cerut armistițiul. Flota britanică a ajuns la Constantinopole prea târziu pentru ca să mai poată influența soarta războiului. Imperiul Rus și cel Otoman au semant la 3 martie Tratatul de la San Stefano, care avea termeni foarte avantajoși pentru Rusia, Serbia, Muntenegru, România și Bulgaria.

Englezii, francezii și austriecii s-au opus prevederilor tratatului de la San Stefano, deoarece acesta oferea Rusiei o influență mult prea mare în Balcani. Pentru împiedicarea izbucnirii unui noi război, după numeroase negocieri, s-a ajuns la un aranjament la Congresul de la Berlin (iunie–iulie 1878). Noul Tratat de la Berlin a revizuit prevederile acordului precedent de la San Stefano. Delegația germană condusă de Otto von Bismarck (1815–1898) a condus lucrările congresului și a fost cea care a negociat un compromis.  Unul dintre urmările noului tratat a fost preluarea controlului Bosniei și Herțegovinei de către Austria. Viena urmărea incorporarea acestei provincii în Imperiul Austro-Ungar. Bosnia a fost anexată Austro-Ungareiei în 1908. Sârbii bosnieci din societatea secretă Mâna Neagră l-au asasinat pe moștenitorul tronului austriac, arhiducele Franz Ferdinand în 1914, acesta fiind unul dintre factorii care au declanșat începerea Primului război mondial.

### Drepturile minorităților
Tratatul de la Berlin din 1878 a cuprins un nou tip de prevedere – protecția minorităților din Balcani și din noile state independentete. Recunoașterea independenței statelor din Balcani a fost condiționată de Marile Puteri de promisiunea asumată de primele pentru garantarea limbertăților religioase și civile ale minorităților etnice și confesionale. 
Istoricul Carol Fink afirmă:
„clauzele impuse cu privire la drepturile minorităților au devenit cereri nu doar pentru recunoaștere dar și, în cazul Serbiei, Muntenegrului și României, condiții pentru primirea unor câștuguri teritoriale specifice”.

Fink mai remarcă faptul că punerea în practică a acestor prevederi nu a fost în general controlată – nu a existat un mecanism potrivit pentru aceasta iar marile puteri nu aveau un interes major în impunerea lor. Protecția acordată minorităților a fost parte a Tratatului de la Versailles din 1919 și a devenit tot mai important după încheierea celei de-a doua conflagrații mondiale (al doilea războimondial).

### Politica britanică
Britanicii au evitat să semneze alianțe la sfârșitul secolului al XIX-lea. Această situația a fost posibilă datorită izolării insulei, a supremației navale de necontestat, a poziției dominante în finanțe și comerț și a bazei industriale puternice. Britanicii s-au opus aplicării tarifelor vamale și au practicat comerțul limber. După ce a pierdut puterea în Parlament în 1874, liderul liberal William Gladstone a revenit în prim planul politicii în 1876 cerând o abordare eetică a politicii externe, opusă realismului marelui său adversar Benjamin Disraeli. Această abordare a trasat o linie separatoare între liberalii lui Gladstone (care denunțau imoralitatea stăpânirii otomane) și conservatorii lui Disraeli (care minimzau atrocitățile turcilor și sprijineau Imperiul Otoman pentru compensarea puterii rușilor). Disraeli susținea că o modificare a poziției poate duce la un război cu Rusia, în timp ce Gladstone susținea că se înșeală. Opinia liberală a fost întărită de atrocitățile din Balcani, în special de masacrarea a peste 10.000 de bulgari creștini de către trupele neregulate turce. Gladstone i-a caracterizat pe turci ca având „sete de putere abominabilă și bestială … de care chiar și Iadul aproape că ar roși” și a cerut retragerea acestora de pe teritoriul european. Articolul lui Gladstone a fost tipărit într-un tiraj record pentru acea vreme de 200.000 de copii.

Vârful activității politice a lui Gladstone a fost înregistrat în timpul așa-nunmitei „Campanii Midlothian” din 1880 când a acuzat guvernul lui Disraeli de incompetență financiară, neglijarea legislațiiei interne și gestionarea defectuoasă a afacerilor externe. Gladstone declara că simte că Dumnezeu îl chiamă să îi ajute pe sârbi și bulgari (care erau creștini orotodocși). Gladstone a adoptat atitudinea unui profet antic evreu, care denunța tirania și opresiunea. Publicul real nu a fost electoratul local scoțian, ci Marea Britanie ca întreg, în special elementele evanghelice. Apelând la opinia publică, denunțând politica externă pro-turcă a lui Disraeli, Gladstone sa erijat într-o o forță morală în Europa, și-a unit partidul, pe care a reușit să îl readucă la putere.

### Politica germană, 1872–1890
Cancelarul Bismarck s-a ocupat de politica externă germană din 1870 până la demiterea sa din 1890. Obiectivul său, așa cum a fost descris în Dictarea din Kissingen (Kissinger Diktat), a fost păstrarea păcii în Europa pe baza apărărăii echilibrului puterii, cu Germania jucând un rol central. Politica sa s-a dovedit una de succes. Germania avea în acel moment cea mai puternică economie continentală și cea mai puternică armată. Bismarck a făcut clar pentru toată lumea că Germania nu dorește să ocupe noi teritorii în Europa și a încercat să se opună tendințelor imperialist-expansioniste ale anumitor cercuri germane. Bismarck se temea că o alinață a forțelor ostile – Austria, Franța și Ruisa – ar fi putut copleși Germania. Dacă două dintre ele s-ar fi aliat împotriva Germaniei, cea de a treia s-ar fi aliat cu Germania doar dacă aceasta din urmă ar fi fost de acord să accepte condiții excesive. Soluția era să se alieze cu două dintre cele trei puteri potențial ostile. În 1873, el a format Alianța celor trei împărați, o alianță a kaizerului german, țarului rus și împăratului austro-ungar. Cei trei puteau controla Europa Răsăriteană și erau capabili să înăbușe mișcările grupurilor etnice rebele, așa cum erau polonezii de exemplu. Balcanii ridicau o problemă importantă. Soluția găsită de Bismarck a fost să sprijine puterea austriecilor în reginile vestice și pe cea a rușilor în regiunile esteice. Sitemul a rezistat până în 1887. Kaiserul Wilhelm l-a demis pe Bismarck în 1890 și a modificat linia politică externă germană conform concepțiilor sale mult mai agresive. Kaiserul a renunțat la alianța cu Rusia, iar în schimb aceasta din urmă s-a orientat spre o alianță cu Franța.

#### Criza „Războiului în perspectivă” din 1875
Între anii 1873 și 1877, Germania a intervenit în mod repetat în afacerile interne ale vecinilor Franței. Bismarck a exercitat o presiune politică puternică și susținută în Belgia, Spania și Italia pentru sprijinirea alegeri sau numirii unor guverne liberale și anticlericale. Această politică era parte a unei strategii integrate pe promovare a republicanismului în Franța prin izolarea strategică și ideologică a regimului monarhis-clerical al președintelui Patrice de Mac-Mahon. Se credea că prin încercuirea Franței cu un cordon de state liberale, republicanii francezi ar fi putut să îi învingă pe MacMahon și pe sprijinitorii lui conservatori. Conceptul modern al „îndiguirii” poate oferi un model pentru înțelegerea dinamicii politicii germane.
Politica de îndiguire aproape că a dat greș în 1875 în timpul crizei „Războiului în perspectivă”. Această criză a fost inițiată de un editorial al influentului ziar berlinez Post cu titlul „Krieg-in-Sicht”. În timpul crizei, oameni politici și militari germani cu mare influență, alarmați de refacerea rapidă a Franței după înfrângerea din 1871 și de programul acesteia de reînarmare, au luat în considerație lansarea unui război preventiv împotriva francezilor. Populația Germaniei și Franței fost cuprinse de panica de război, dar englezii și rușii au avertizat că nu vor tolera declanșarea unui război preventiv. Nici Bismarck nu era susținătorul declanșării războiului, dar criza neașteptată l-a forțat să ia în considerație și temerile vecinilor legate de puterea rapid crescândă a Germaniei. Criza i-a întărit hotărârea lui Bismarck de abordare preventivă a politicii externe, pentru apărarea păcii în Europa, cu renunțarea la abordarea pasivă, care ar fi lăsat evenimentele să își urmeze cursul și să reacționeze la acestea.

### Alianța ruso-franceză, 1894–1914
Principala modificare a politicii externe ruse a fost depărtarea de Germania și apropierea de Franța. Rusia nu fusese un prieten al Franței – erau încă vii amintirile Războiului din Crimeea și a invaziei lui Napoleon. Rusia considera Franța ca o sursă a subvesiunii și ridiculiza guvernarea slabă de la Paris. Franța, care se simțea încercuită de sitemul de alianțe conceput de Bismarck, a decis să îșî îmbunătățească relațiile cu Rusie. A început prin acorarea de împrumuturi, a continuat cu îmbunătățirea relațiilor comerciale, iar în 1890 a început să vândă rușilor vase militare. În acest timp, după Bismarck a fost îndepărtat din funcție în 1890,tratatele ruso-germane nu au fost reînoite. Ca urmare, bancherii germani au încetat să
mai împrumute bani rușilor, care au ajuns să fie tot mai dependenți de Paris.
În 1894 a fost semnat un tratat care prevedea că rușii urmau să îi ajute pe francezi dacă Franța ar fi fost atacată de Germania. Tratatul prevedea că, în cazul unui război cu Germania, Franța urma să mobilizeze imediat 1,3 milioane de soldați, iar Rusia între 700.000 și 800.000. Acest tratat stipula că dacă oricare dintre statele Triplei Alianțe (Germania, Austria, Italia) și-ar fi mobilizat rezervele pentru declanșarea unui război, Franța și Rusia trebuiau să își mobilizeze la rândul lor trupele de rezervă. Șeful Marelui stat major francez declara în 1892 în fața țarului Alexandru al III-lea „mobilizarea este declarația de război”. Mai mult, „să mobilizezi este să îi obligi pe vecinii noștri să facă același lucru”. Tocmai mobilizarea rezerviștilor a fost declanșatorul primei conflagrații mondiale din iulie 1914.
Istoricul George F. Kennan a considerat că Rusia a fost principalul responsabil pentru prăbușirea politicii de alianțe în Europa și alunecării continentului spre război. Kennan dă vina pe slăbiciunile diplomației ruse, care era concentrată pe satisfacerea ambițiilor imperiale în Balcani. Spre deosebire de ruși, politica externă a lui Bismarck era concentrată pe prevenirea oricărui război major, chiar și în condițiile îmbunătățirii relațiilor franco-ruse. Imperiul Rus a părăsit Liga celor Trei Împărați creată de Bismark și a acceptat propunerea Franție pentru relații clădirea unor relații economice mai apropiate și pentru stabilirea unei alianțe militare.

### Războaiele Balcanice
Declinul continuu al Imperiului Otoman a dus la izbucnirea a două războaie în Balcani, în 1912 și 1913, care pot fi considerate un preludiu al Marelui Război. Până în anul 1900 apăruseră în Balcani statele naționale Regatul Bulgariei, Regatul Greciei, Regatul Muntenegrului și Regatul Serbiei. Cu toate acestea, numeroși etnici bulgari, greci, muntenegreni și sârbi trăiau în regini controlate de Imperiul Otoman. În 1912, aceste state tinere au format Liga Balcanică. Primul Război Balcanic a avut mai multe cauze. În primul rând, clasa conducătoare otomană nu a fost capabilă să reformeze imperiul, să guverneze în mod eficient sau să gestioneze corect mișcările naționaliste în creștere ale diverselor popoare din imperiu. O a doua cauză a fost neînțelegerile dintre marile puteri, care nu au sprijinit în nici un fel adoptarea de reforme în Imperiul Otoman. Statele balcanice au hotărât să își impună propriile soluții. Membrii Ligii Balcanice erau convinși că îi pot învinge cu ușurință pe turci. Această apreciere s-a dovedit corectă, turcii au cerut pacea după doar șase luni de lupte.
Primul Război Balcanic a început cu atacul Ligii împotriva Imperiului Otoman pe 8 octombrie 1912. Luptele s-au încheiat după șase luni odată cu semnarea Tratatului de la Londra. După ce stăpânise timp de cinci secole teritorii în Balcani, Imperiul Otoman a pierdut practic aproape toate posesiunile din Europa. Marile puteri au impus beligeranților semnarea tratatului, iar puterile victorioase au fost nemulțumite de condițiile păcii. Bulgaria era nemulțumită de înțelegerea secretă a foștilor săi aliați, Serbia și Grecia, cu privire la împărțirea Macedoniei. Bulgaria și-a atacat foștii aliați, încercând să îi alunge din Macedonia. Armatele sârbă și elenă nu doar că au respins atacul bulgarilor, dar au contraatacat. În acest timp, România și Imperiul Otoman au atacat la rândul lor Bulgaria, ocupând sau reocupând teritorii. După semnarea Tratatului de la București, Bulgaria a pierdut cea mai mare parte a regiunilor pe care le câștigase în prima conflagrație balcanică. 
Pe termen lung, cele două războaie balcanice nu au făcut decât să ridice nivelul tensiunilor din zonă. Relațiile dintre Austria și Serbia au devenit treptat tot mai încordate. Rusia s-a simțit umilită după ce Austria și Germani au împiedicat-o să intervină în sprijinul Serbiei. Bulgaria și Turcia aveau de asemenea nemulțumiri și s-au alăturat Puterilor Centrale în timpul Primului Război Mondial.

## Primul Război Mondial – începuturile

Sistemul alianțelor diplomatice la începutul războiului.

Principalele cauze ale Primului Război Mondial, care a izbucnit pe neașteptate în Europa Centrală în vara anului 1914, a inclus mulți factori, precum conflictele și ostilitățile acumulate în cei patruzeci de ani antebelici. Un rol de maximă importanță l-au jucat și militarismul, alianțele, imperialismul și naționalismul. Cauza imediată a războiului a fost însă deciziile luate de oamenii de stat și militari în timpul criza din 1914, care a fost generată de asasinarea arhiducelui Franz Ferdinand de către membrii organizației secrete sârbe Mâna Neagră.

În ultimele două decenii ale secolului al XIX-lea, toate marile puteri s-au pregătit pentru eventualitatea izbucnirii unui război de mare amploare, deși părea că nu sunt întrunite condițiile pentru declanșarea unui conflict militar. Anglia s-a concentrat pe întărirea Royal Navy, în ciuda faptului că flota militară britanică era mai puternică decât flotele reunite ale următoarelor două puteri navale. Germania, Franța, Austria, Italia și Rusia, dar și statele mai mici, au conceput sisteme de recrutarea prin intermediul cărora tinerii urmau să-și satisfacă serviciul militar pentru perioade de la 1 la 3 ani, urmat de o perioadă de până la 20 de ani în care să fie în evidențele militare ca rezerviști și să instruiască în timpul unor concentrări anuale. Bărbații din clasele superioare au fost încadrați ca ofițeri.

Fiecare țară a conceput un plan de mobilizare prin care rezerviștii puteau fi convocați rapid și trimiși pe front pe cu trenurile. Planurile de mobilizarea erau actualizate și extinse din punct de vedere al complexității în fiecare an. Toate țările au făcut stocuri de arme, muniții, medicamente, hrană și echipamente militare pentru milioane de soldați.

Germania avea în 1874 o armată regulată de soldați profesioniști de 420.000 de oameni și putea mobiliza 1,3 milioane de rezerviști. Până în 1897, efectivele armatei regulate crescuserăla 545.000, iar ale rezerviștilor la 3,4 milioane. Franta avea în 1897 3,4 milioane de rezerviști, Austria 2,6 milioane iar Rusia 4 milioane. Statele europene au lansat mai multe planuri pentru împrumuturi de război până în 1914. Printre acestea, Rusia și Austria s-au remarcat prin eșecul campaniei de împrumuturi. Toate planurile puterilor europene se bazau pe prezumția că un viitor război avea să fie unul decisiv și de scurtă durată.

### Franța
Reacția pe termen lung a francezilor la înfrângerea suferită în Războiul franco-prusac din 1870-1871 a fost revanșismul: un sentiment profund de amărăciune, ură și cereri de răzbunare împotriva Germaniei, mai ales din cauza pierderii Alsaciei și Lorenei. Ilustrații înfățișând umilința îndurată de Franța au ajuns să fie foarte căutate, ca de exemplu cele ale lui  Alphonse de Neuville.

Politica externă franceză s-a bazat pe teama față de Germania – un stat mai întins, cu o populație mai numeroasă și cu o economie cu creștere rapidă, care nu putea să fie ajunsă din urmă – combinată cu la sfârșitul secolului cu revanșismul care cerea retrocedarea Alsaciei și Lorenei. În afară de amenințarea germană, cei mai mulți cetățeni francezi igonorau total afacerile externe și problemele coloniale. În 1914, principalul grup de presiune a fost Parti colonial, o coaliție a 50 de organizații, cu aproximativ 5.000 de membri.
Franța avea colonii în Asia și căuta aliați. Japonia a fost considerat un posibil aliat. La cererea niponilor, Parisul a trimis misiuni militare în 1872–1880, 1884–1889 și 1918–1919 care să ajute la modernizarea armatei japoneze. Conflictele cu China pentru controlul asupra Indochinei a atins punctul culminant în timpul războiului sino-francez (1884–1885). Amiralul Courbet a reușit să destrugă flota chineză ancorată în Foochow. Tratatul care a pus capăt războiului a permis Franței să instituie protectoratul asupra Vietnamului de nord și central, divizat în teritoriile Tonkin și Annam.

#### Alianța franco-rusă
Franța era profund divizată între monarhiști și republicani. Republicanii erau cei care păreau să fie cei mai înverșunați adversari ai unei alianțe militare cu Rusia. Rusia era un stat slab industrializat,cu o populație numeroasă, profund religioasă, cu un regim politic autoritarian, nedemocratic și fără libertăți pentru popoarele sale. Rusia era puterea opresoare din Polonia și își exilase sau chiar executase oponenții liberali sau radicali. Într-o perioadă în care republicanii se raliau luptei împotriva antisemitismului (Afacerea Dreyfus), Rusia era cel mai cunoscut centru mondial al antisemitismului, unde se organizaseră pogromori de mare amploare împotriva evreilor. Pe de altă parte, Franța se simțea tot mai amenințată de acțiunile de izolare diplomatică reușite de Bismarck. Franța avea probleme cu Italia, care era aliată cu Germania și Austro-Ungaria în Tripla Alianță. Parisul a avut câteva tentative de apropiere de Berlin, care au fost respinse. După 1900 au fost mai multe situații încordate care puteau degenera în război între Germania și Franță, datorită încercărilor germanilor de oprire a extinderii influenței franceze în Maroc. Regatul Unit era încă în perioada de „splendidă izolare” și, după semnarea unui tratat important cu Germania în 1890, părea că are o atitudine favorabilă Berlinului. Conflictele coloniale dintre englezi și francezi au adus cele două puteri în pragul războiului. Incidentul Fashoda s-a încheiat cu o retragere umilitoare pentru francezi. În 1892, Rusia era singura putere care îi putea asigura Franței spargerea izolării diplomatice. Rusia fusese aliată cu Germania până în 1890, când noul kaiser Wilhelm l-a îndepărtat de la putere pe Bismarck și a pus capăt „Tratatului de reasigurare” dintre cele două state. În acest fel, Rusia rămăsese izolată din punct de vedere diplomatic și, la fel ca Franța, avea nevoie de o alianță militară care să stăvilească agresivitatea germană. Papa, înfuriat de anticatolicismul german, urmărea apropierea dintre francezi și ruși. Rușii aveau nevoie presantă de bani pentru îmbunătățirea infrastructurii căilor ferate și porturilor. Guvernul german a interzis băncilor să împrumute bani Rusiei, dar băncile franceze erau nerădătoare să intre în afaceri în imperiul estic. Francezii au finanță calea ferată extrem de importantă transsiberiană. Negocierile dintre cele două puteri au culminat cu semnarea în 1895 a alianței franco-ruse, o înțelegere militară pentru lupta împotriva Germaniei în cazul unui atac. În acest fel, Franța scăpa din izolarea diplomatică pe care i-o impusese Bismarck.

Franța a continuat eforturile pentru izolarea Germaniei și a reușit să semneze în 1904 Entente Cordiale cu Regatul Unit, pentru ca, în 1907, Convenția anglo-rusă să devină Tripla Înțelegere. Parisul și Londra au început discuții la cel mai înalt nivel militar cu privire la coordonarea acțiunilor lor în cazul unui război cu Germania. În 1914, Rusia și Franța conlucrau strâns, iar britanicii erau suficient de ostili Germaniei pentru a li se alătura primilor doi de îndată ce Germania a invadat Belgia.

#### Deteriorarea realațiilor anglo-germane 1880-1904
La sfârșitul secoluliu al XIX-lea, relațiile dintre Regatul Unit și Germania s-au îmbunătățit, dat fiind faptul că liderii politici precum premierul Lord Salisbury și cancelarul Bismarck erau conservatori realiști și aveau viziuni politice comune. Au existat mai multe propuneri pentru semnarea unui tratat între cele două puteri, dar nu s-a ajuns la nici un rezultat. Britanicii au preferat până la urmă să rămână cantonați în ceea ce era numit „splendida izolare”. Cu toate acestea, o serie de măsuri au dus la îmbunătățirea treptată a relațiilor dintre cele două puteri până în 1890, când Bismarck a fost demis de noul kaiser Wilhelm II. În 1896, împăratul german a provocat tensiuni între capitalele germană și britanică odată cu trimiterea „telegramei Kruger” în care îl felicita pe președintele bur al Transvaalului, Paul Kruger, pentru victoria împotriva raidului Jameson. Responsabilii politici din Berlin au reușit să îl împiedice pe kaiser să propună instituirea protectoratului german asupra Transvaalului. Germania și-a exprimat public simpatia pentru buri în timpul celui de-al doilea război al burilor. În 1897, amiralul Alfred von Tirpitz a fost numit secretarul de stat pentru Marină și a început transformarea Marinei Germane dintr-o forță mică de apărare a litoralului într-o flotă care să pună probleme puterii navale britanice. Tirpitz milita pentru crearea „Flotei de risc” (Riskflotte). În condițiile existenței acestei forțe navale, ar fi devenit prea riscant pentru britanici să întreprindă orice acțiune fără să ia în considerație interesele germane, iar în final balanța internațională a puterii ar fi fost schimbată în mod decisiv în favoarea Berlinuli. În același timp, ministrul de externe german Bernhard von Bülow promova o nouă orientare a politicii externe – Weltpolitik (politica mondială). Aceasta era o abordare imperialistă a politicii externe prin care Germania reclama statutul de putere globală. Conservatorismul lui Bismarck a fost abandonat,pe măsură ce Germania se manifesta tot mai clar pe scena politică internațională. Ulterior, relațiile germano-britanice s-au deteriorat constant. Londra a început să vadă Berlinul ca o forță ostilă și și-a schimbat atitudinea față de Franța.

#### Crizele din Maroc
Marocul era ultimul teritoriu important din Africa care nu era controlat de puterile coloniale. Franța a trimis aici consilieri financiari și militari, dar a provocat nemulțumire în comunitățile locale și era gata să se implice înăbușirea mișcărilor contestatoare și, eventual, să încorporeze Marocul în Imperiul Francez. Germania nu era interesată să controleze Marocul, dar era nemulțumită că Franța obține noi teritorii, iar Berlinul nu. Pe 31 martie 1905, kaiserul german Wilhelm al II-lea a vizitat Tangerul, capitala Marocoului, și a rostit un discurs agresiv prin care a cerut organizarea unei conferințe internaționale pentru asigurarea independenței Marocului. Alternativa ar fi fost declanșarea unui război în zonă. Obiectivul kaiserului în Prima criza marocană a fost creșterea prestigiului Germaniei și scăderea celui al Franței ș Angliei aliate în Entente. Istoricul Heather Jones susține că folosirea de către Germania a retoricii războinice a fost o manevră diplomatică deliberată:
O altă strategie germană a fost aceea de a realiza gesturi dramatice și de a amenința periculos cu războiul, crezând că acest lucru ar face alte puteri europene să înțeleagă importanța consultării cu Germania în privința problemelor imperiale: faptul că Franța nu a considerat necesar să încheie un acord bilateral cu Germania asupra Marocului, supăra în special având în vedere faptul că Germania era profund nesigură în privința statutului său nou dobândit de Mare Putere.Prin urmare, Germania a optat pentru o creștere a retoricii beligerante și, teatral, kaiserul Wilhelm al II-lea a întrerupt dramatic o croazieră pe Mediterana ca să viziteze Tangerului, unde a declarat sprijinul Germaniei pentru independența sultanului și integritatea regatului său, transformând Maroc peste noapte într-o „criză” internațională.
Planul Germaniei a dat greș atunci când Regatul Unit a făcut clar faptul că în condițiile în care Franța ar fi fost atacată, Londra ar fi intervenit în sprijinul Parisului. Conferința de la Algeciras a pus capăt acestei crize în 1906 cu o înfrângere dureroasă pentru Germania și cu Franța propulsată în puterea dominantă în Maroc. Această criză a apropiat Londra și Parisul și creionat posibilitatea unei alianțe împotriva Germaniei, dacă ar fi fost atacate. Aventura Germaniei a fost un eșec, care a dus la izolarea și alienarea sale. O consecință importantă în Germania a fost creșeterea sentimentului de frustrare și dorinței de pregătire pentru război. Acestea s-au răspândit în întreaga elită politică, în cea mai mare parte a presei și cele mai multe partide, cu excepția liberalilor și social democraților. Curentul pangerman a crescut în putere și a denunțat replierea guvernului ca fiind trădare, sporindu-și spiritul șovin pentru război.
În criza Agadir din 1911, Franța s-a înarmat puternic pentru cucerirea unui control sprorit în Maroc. Ministrul de externe german Alfred von Kiderlen-Waechter nu se opunea acestor mișcări, dar considera că Germania este îndreptățită să primească în schimb anumite compensații în Africa. Germania a trimis în zonă o navă mică de război, a făcut unele amenințări de război și a produs iritare în rândurile naționaliștilor germani. Franța și Germania au ajuns rapid la un compromis. Totuși, cabinetul britanic a fost alarmat de agersivitatea germană la adresa francezilor. David Lloyd George a ținut un discurs prin care a denunțat acțiunile germane ca fiind o umilință intolerabilă. Au apărut apeluri pentru război, iar Germania a dat înapoi, iar relațiile dintre Berlin și Londra au rămas încordate.

### Cursa navală britanico-germană

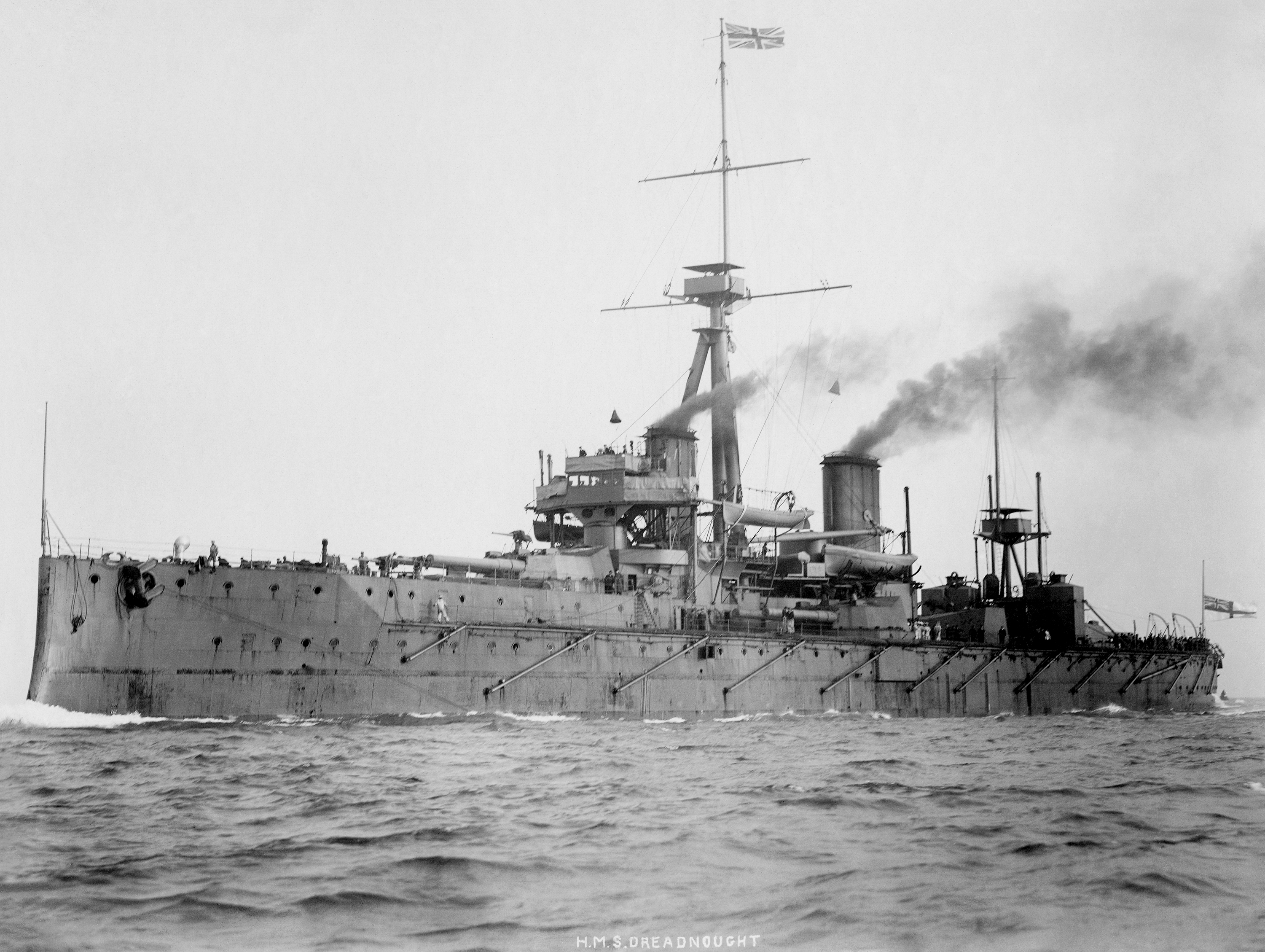
Vasul britanic Dreadnaught (1906) a făcut ca toate cuirasatele momentului să fie depășite datorită tunurilor de 12 inch cu rază lungă de acțiune, dispozitivelor mecanice de reglare a distanței de tragere, motoarelor cu turbină de mare viteză, capabile să asigure o viteză de deplasare de 21 de noduri (aproximativ 39 km/oră) și a blindajului de 11 inch

După 1805, supremațiza Royal Navy a fost de necontestat. La sfârșitul secolului al XIX-lea, Germania a hotărât să își construiască o forță navală la fel de puternică ca cea britanică. Marele amiral Alfred von Tirpitz (1849 – 1930) a fost creatorul politicii navale germane din 1897 până în 1916. Până la apariția Imperiului German în 1871, Prusia nu a avut o forță navală care să conteze. Acest lucru a fost valabil și pentru restul statelor germane. Tirpitz a transformat mica flotă pe care o moștenise într-o forță navală de clasă mondială, o amenințare reală la adresa puterii Royal Navy. Britanicii au răspuns cu dezvoltarea unor tehnologii noi, exemplu principal fiind revoluția „Dreadnaught”, și a rămas puterea dominantă pe mările lumii.
Marina germană nu a fost suficient de puternică să înfrângă pe cea britanică în timpul primei conflagrații mondiale. În marea bătălie a Iutlandei, germanii nu au reușit să pună capăt controlului britanic asupra mărilor sau măcar să spargă blocada instituită de aceasta din urmă. Ca urmare, germanii au pus accent pe războiul submarin. Legile războiului impuneau submariniștilor să permită pasagerilor și echipajului să se îmbarce în bărcile de salvare mai înainte de scufundarea vasului atacat. Germanii au ignorat această lege și, într-unul dintre cele mai dramatice episoade ale războiului, au scufundat RMS Lusitania în 1915. După ce SUA au protestat, Germania a renunțat la atacurile submarine. Amiralul Henning von Holtzendorff (1853-1919), șeful Marelui stat major al Amiralității, a reușit în 1917 să își convingă superiorii cu privire la necesitatea reluării atacurilor submarine, care ar fi dus la epuizarea Angliei. Înaltul comandament german era conștinet că reluarea războiului sumbarin fără limite ar fi dus la război cu Statele Unite, dar au considerat că mobilizarea americanilor ar fi fost prea înceată pentru ca să oprească victoria germanilor pe frontul de vest.

## Primul Război Mondial

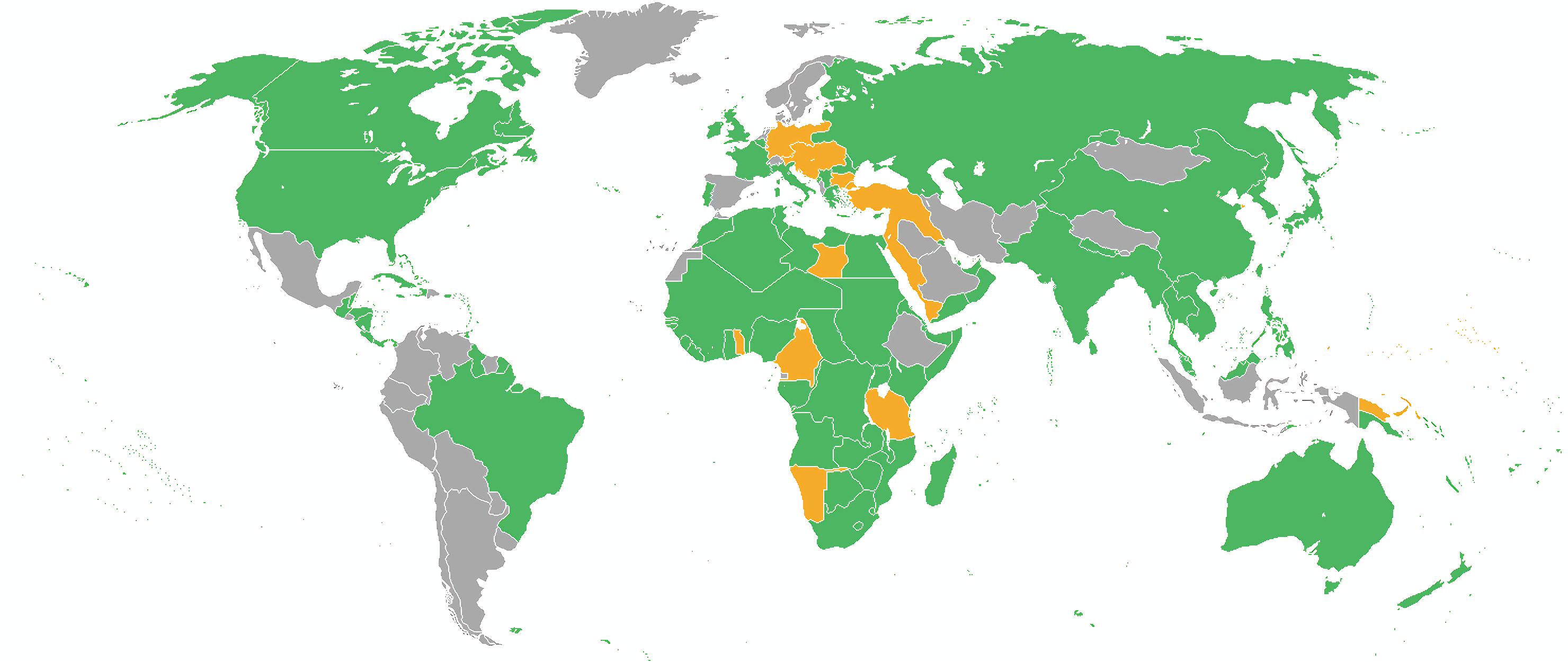
Participanții la prima conflagrație mondială. Aliații sunt evidențiați cu verde, Puterile Centrale cu portocaliu, iar țările neutre cu gri.

Primul Război Mondial a fost un conflict militar global care a durat din 1914 până în 1918. În conflict au fost implicate pe de-o parte Puterile Centrale (Imperiul German și Austro-Ungaria, cărora li s-au alăturat ceva mai târziu Imperiul Otoman și Regatul Bulgariei), iar de cealaltă parte Antanta sau Puterile aliate, din rândul cărora făceau parte Regatul Unit al Marii Britanii și Irlandei, Imperiul Rus și Republica Franceză, cărora li s-au alăturat mai târziu Regatul Italiei în 1915 și alte țări, precum Regatul României în 1916. SUA, la început țară neutră, a încercat să intermedieze un arajament acceptabil pentru toate părțile, a declarat război Germaniei în aprilie 1917. SUA au cooperat cu aliații dar nu li s-a alăturat lor în mod oficial pentru multă vreme. În ciuda faptului că Puterile Centrale au scos din luptă România (Tratatul de la București (1918)) și Rusia (Tratatul de la Brest-Litovsk), ele au fost înfrânte în noiembrie 1918. Germania a acceptat un „armistițiu”, care a fost în practică o capitulare totală. Cele mai multe eforturi ale diplomației marilor puteri au fost orientate către țările neutre, cărora li s-a promis câștiguri teritoriale în schimbul aderării la o tabără sau alta. Britanicii, americanii și germanii au cheltuit mari sume de bani pentru finanțarea aliaților lor. Marile puteri au avut ca prioritate și organizarea de campanii de propagandă pentru menținerea moralului acasă și subminarea moralului în tabăra inamicilor, în special în rândul minorităților naționale componenete ale statelor multinaționale. De asemenea, marile puteri s-au angajat în organizarea de mișcări subversive prin susținerea grupurilor politice dispuse să încerce răsturanarea guvernelor inamice, așa cum a acționat Partidul Bolșevic în 1917 în Rusia (Revoluția din Octombrie). Ambele tabere au înceiat acorduri secrete cu puterile neutre pentru a-i atrage în război, promițându-le în schimb părți ale teritoriului inamic, după obținerea victoriei. Unele teritorii au fost promise mai multor țări, astfel încât acestea nu au putut fi respectate. Nerespectarea promisiunilor a lăsat moșteniri amare diverse regiuni, în Italia sau Orientul Mijlociu de exemplu. Președintele american Wilson a condamanat practica negocierii tratatelor secrete și a cerut în vestitele sale „14 puncte” semnarea unor „acorduri deschise, la care s-a ajuns în mod deschis”. 

## Conferința de pace de la Paris și Tratatul de le Versailles din 1919

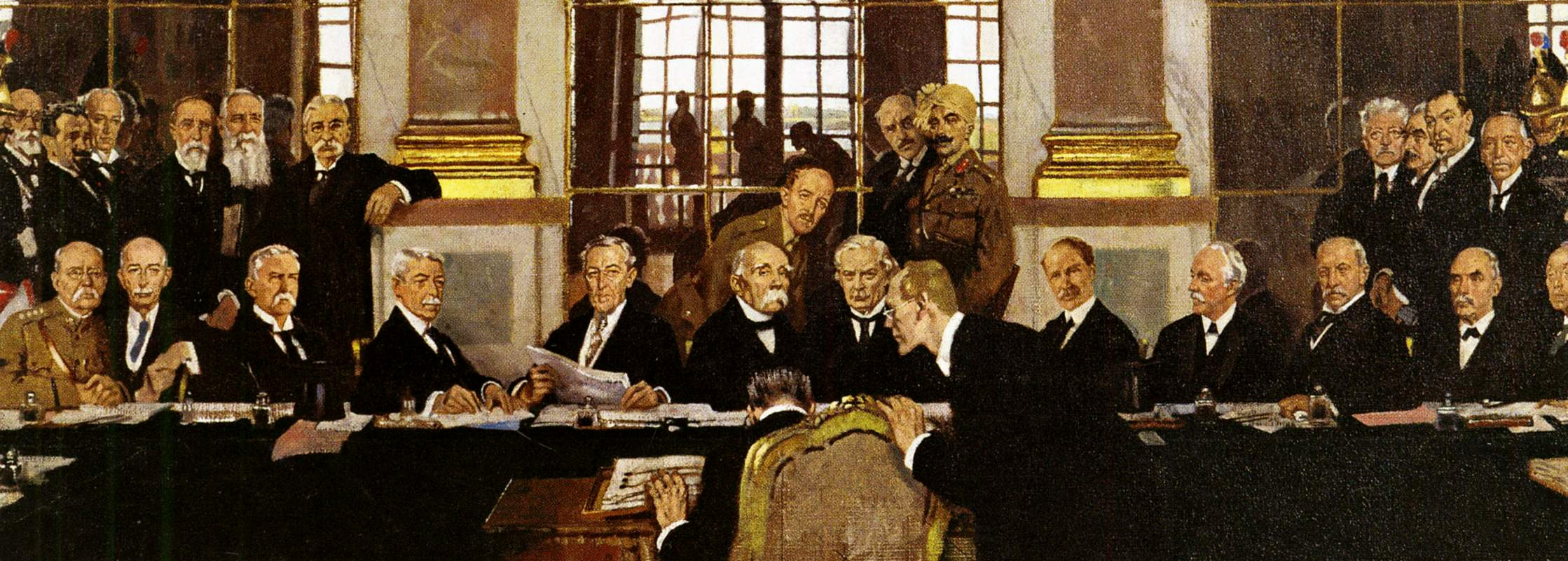
Detaliu din tabloul lui William Orpen Semnarea păcii în Sala Oglinzilor din Versailles, 28 iunieth June 1919. Delegatia germană este formată din foarte puțini oameni, în comparație cu cele ale puterilor învingătoare.

Problemele legate de încheierea oficială a războiului au fost negociate de puterile victorioase în timpul Conferinței de Pace de la Paris din 1919. La conferință au participat delegații a 27 de națiuni, mai multe grupuri nonguvernamentale, dar nu și delegațiile puterilor învinse.
Cei „Patru mari” au fost președintele american Woodrow Wilson, premierul britanic David Lloyd George, premierul francez Georges Clemenceau și premierul italian Vittorio Orlando, acesta din urmă având o importanță mai mică în timpul negocierilor. Ei s-au întâlnit în mod neoficial de 145 de ori, fiind cei care au luat toate deciziile importante, care au fost ratificate de restul participanților la conferință.

Principalele decizii au fost crearea Ligii Națiunilor; semnarea celor cinci tratate de pace cu puterile învinse ( tratatele de la Versailles cu Germania, Saint-Germain cu Austria, Neuilly cu Bulgaria, Sèvres cu Turcia și Trianon cu Ungaria); stabilirea despăgubirilor de război impuse Germaniei; transferarea posesiunilor coloniale otomane și germane în „mandate”, încredințate în principal Angliei și Franței; trasarea noilor frontiere naționale, uneori prin plebiscite. În secțiunea 231 a fost stabilită „clauza de vinovăție”, care stabilea că Puterile Centrale erau singurele responsabile pentru declanșarea războilui. Până la urmă, Germania a plătit doar o mică parte din uriașa reparațiile de război care îi fuseseră impuse prin tratatul de pace, iar plata acestora a fost suspendată în 1931.

## Vedeți și:
- Comerț liber
- Istoria Europei

## Bibligrafie suplimentară

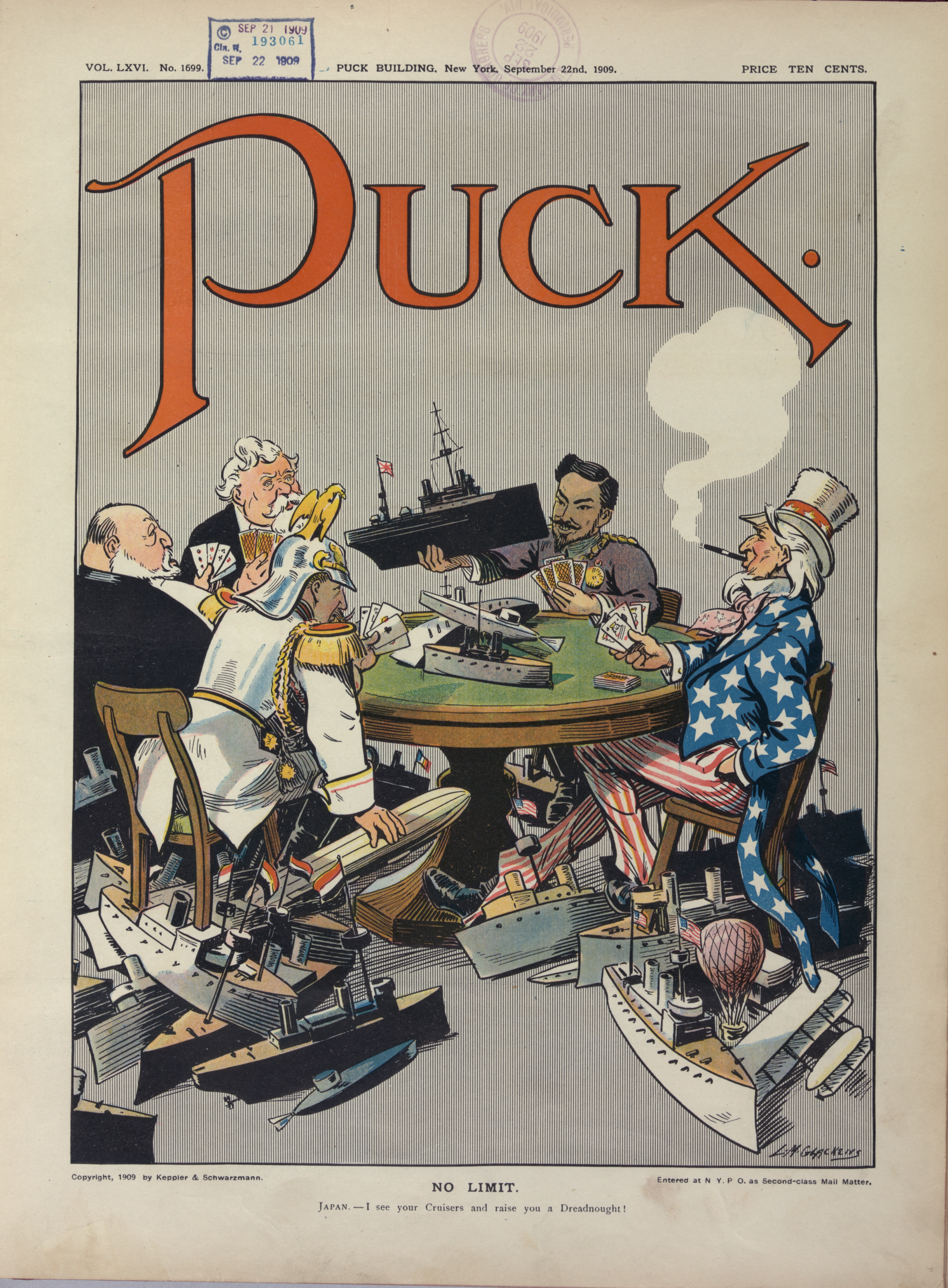
1909 cartoon in Puck shows (clockwise) US, Germany, Britain, France and Japan engaged in naval race in a "no limit" game.

### Studii
- New Cambridge Modern History (13 vol 1957-79), old but thorough coverage, mostly of Europe; strong on diplomacy
  - Bury, J. P. T. ed. The New Cambridge Modern History: Vol. 10: the Zenith of European Power, 1830-70 (1964) online
    - Craig, Gordon. "The System of Alliances and the Balance of Power." in J.P.T. Bury, ed. The New Cambridge Modern History, Vol. 10: The Zenith of European Power, 1830-70 (1960) pp 246–73.

  - Crawley, C. W., ed. The New Cambridge Modern History Volume IX War and Peace In An Age of Upheaval 1793-1830 (1965) online
  - H. C. Darby and H. Fullard The New Cambridge Modern History, Vol. 14: Atlas (1972)
  - Hinsley, F.H., ed. The New Cambridge Modern History, vol. 11, Material Progress and World-Wide Problems 1870-1898 (1979) online
  - Mowat, C. L., ed. The New Cambridge Modern History, Vol. 12: The Shifting Balance of World Forces, 1898-1945 (1968) online
- Abbenhuis, Maartje. An Age of Neutrals: Great Power Politics, 1815-1914 (Cambridge UP, 2014). 297 pp. On the role of neutrality online review
- Albrecht-Carrié, René. A Diplomatic History of Europe Since the Congress of Vienna (1958), 736pp; basic survey
- Anderson, Frank Maloy, and Amos Shartle Hershey, eds. Handbook for the Diplomatic History of Europe, Asia, and Africa, 1870-1914 (1918), highly detailed summary prepared for use by the American delegation to the Paris peace conference of 1919. full text
- Bartlett, C. J.  Peace, War and the European Powers, 1814-1914 (1996) brief overview 216pp
- Black, Jeremy. A History of Diplomacy (2010); Focus on how diplomats are organized
- Bridge, F. R. & Roger Bullen. The Great Powers and the European States System 1814-1914, 2nd Ed. (2005)
- Evans, Richard J. The Pursuit of Power: Europe 1815-1914 (2016), 934pp.
- Figes, Orlando. The Crimean War: A History (2011) excerpt and text search
- Gildea, Robert. Barricades and Borders: Europe 1800-1914 (Short Oxford History of the Modern World) (3rd ed. 2003) 544 pp excerpt and text search; online 2nd ed, 1996 Arhivat în 20 august 2020, la Wayback Machine.
- Gooch, G.P. History of Modern Europe: 1878-1919 (1923) online
- Haas, Mark L. The Ideological Origins of Great Power Politics, 1789-1989 (Cornell UP, 2005),
- Kennedy, Paul. The Rise and Fall of the Great Powers Economic Change and Military Conflict From 1500-2000 (1987), stress on economic and military factors
- Kissinger, Henry. Diplomacy (1995), 940pp; not a memoir but an interpretive history of international diplomacy since the late 18th century
- Langer, William. An Encyclopedia of World History (5th ed. 1973); highly detailed outline of events online free
- Langer, William. European Alliances and Alignments 1870-1890 (1950); advanced history online
- Langer, William. The Diplomacy of Imperialism 1890-1902 (1950); advanced history online
- Mowat, R.B. A history of European diplomacy, 1815-1914 (1922) online free
- Petrie, Charles. Diplomatic History, 1713-1933 (1946) online free; detailed summary
- Rich, Norman. Great Power Diplomacy: 1814-1914 (1992), comprehensive survey
- Schroeder, Paul W. The Transformation of European Politics 1763-1848 (1994) 920pp; advanced history and analysis of major diplomacy online Arhivat în 7 aprilie 2019, la Wayback Machine.
- Schroeder, Paul W. "International Politics, Peace, and War, 1815-1914," in T. C. W. Blanning, ed. The Nineteenth Century: Europe 1789-1914 (Oxford UP Press, 2000)
- Seaman, L.C.B. From Vienna to Versailles (1955) 216pp; brief overview of diplomatic history online Arhivat în 2 august 2017, la Wayback Machine.
- Sontag, Raymond. European Diplomatic History: 1871-1932 (1933), basic summary; 425pp online
- Spender, J.A. Fifty years of Europe: a study in pre-war documents (1933) covers 1871 to 1914, 436pp.
- Taylor, A.J.P. The Struggle for Mastery in Europe 1848–1918 (1954) 638pp; advanced history and analysis of major diplomacy; online free
- Taylor, A.J.P. "International Relations" in F.H. Hinsley, ed., The New Cambridge Modern History: XI: Material Progress and World-Wide Problems, 1870-98 (1962): 542-66.

### Hărți
- Banks, Arthur. A World Atlas Of Military History 1861-1945 (1988) pp 29–94
- Catchpole, Brian. Map History of the Modern World (1982) pp 2–32.
- Haywood, John. Atlas of world history (1997) online free
- Rand McNally Atlas of World History (1983), maps #76-81. Published in Britain as the Hamlyn Historical Atlas online free
- Taylor, George. A Sketch-map History of Europe, 1789-1914 (1936) pp 32–65.

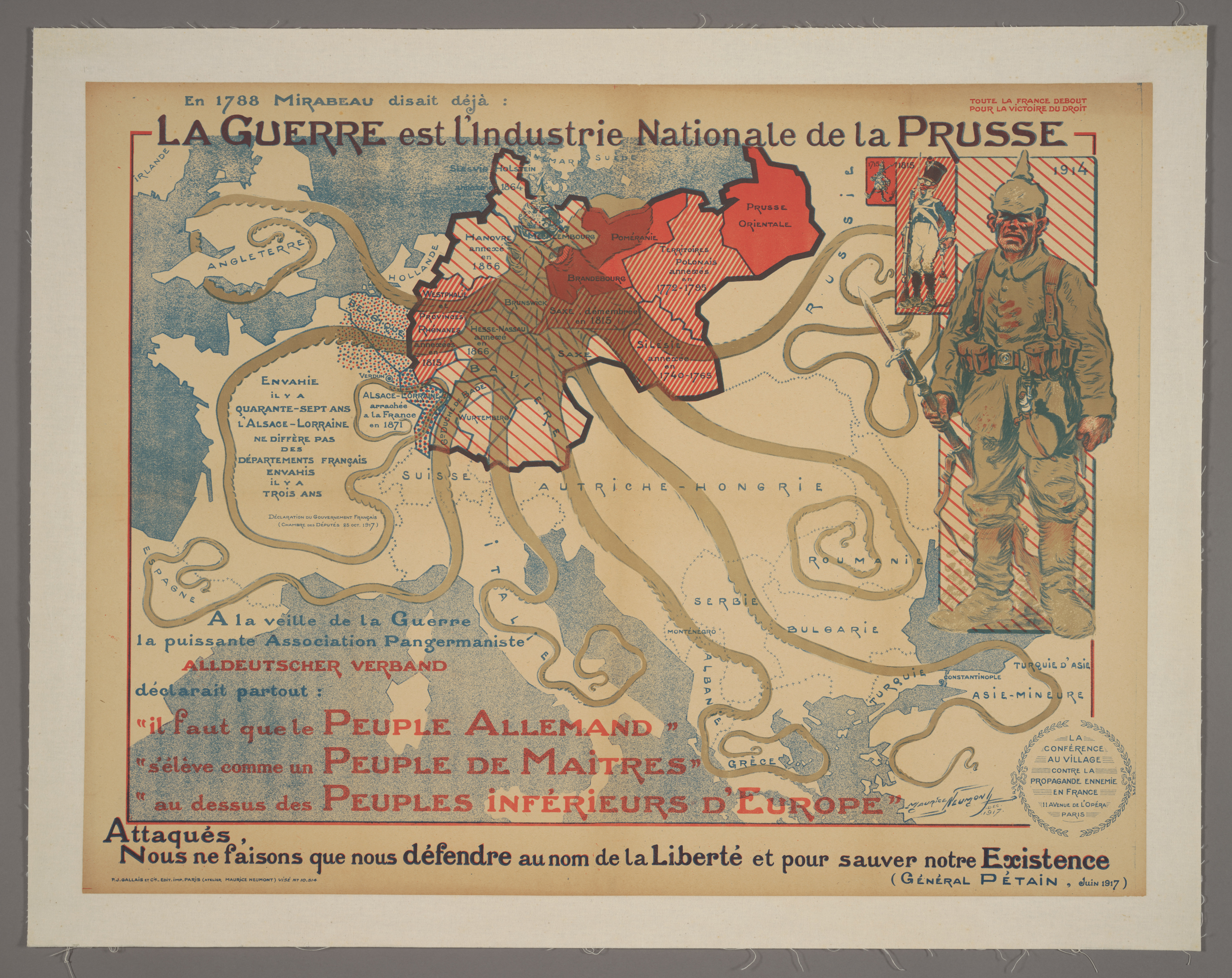
Un poster de propagandă francez din 1917. Prusia este înfățișată ca o caracatiță care își întinde tentaculele pentru câștigarea controlului. Explicația face trimitere la un citat din secolul al XVIII-lea: „Chiar din 1788, Mirabeau a spus că războiul este industria națională a Prusiei”

### Primul Război Mondial – începuturile
- Clark, Christopher. The Sleepwalkers: How Europe Went to War in 1914 (2013) excerpt and text search
- Fay, Sidney B. The Origins of the World War (2 vols. 2nd ed. 1930).
- Gooch, G.P. History of modern Europe, 1878-1919 (2nd ed. 1956) pp 386–413. online, diplomatic history
- Gooch, G.P. Before the war: studies in diplomacy (vol 1 1936) online.
- Horne, John, ed. A Companion to World War I (2012) 38 topics essays by scholars
- Joll, James & Gordon Martel. The Origins of the First World War, 3rd ed. (2006)
- Kennedy, Paul M., ed. The War Plans of the Great Powers, 1880-1914 (1979)
- Kramer, Alan. "Recent Historiography of the First World War – Part I", Journal of Modern European History (Feb. 2014) 12#1 pp 5–27; "Recent Historiography of the First World War (Part II)", (May 2014) 12#2 pp 155–174
- McDonough, Frank. The Origins of the First and Second World Wars (1997) textbook, 125pp excerpt
- MacMillan, Margaret. The War That Ended Peace: The Road to 1914 (2013)
- Mulligan, William. "The Trial Continues: New Directions in the Study of the Origins of the First World War." English Historical Review (2014) 129#538 pp: 639–666.
- Neiberg, Michael S. Dance of the Furies: Europe and the Outbreak of World War I (2011), on public opinion
- Spender, J.A. Fifty years of Europe: a study in pre-war documents (1933) covers 1871 to 1914, 438pp
- Stowell, Ellery Cory. The Diplomacy of the War of 1914 (1915) 728 pages online free
- Tucker, Spencer, ed. European Powers in the First World War: An Encyclopedia (1999)